# Pfingstborner Bach
Der Pfingstborner Bach, auch als Bach von der Kapersburg bezeichnet, ist ein gut zwei Kilometer langer Bach im Östlichen Hintertaunus, der im Ortsteil Pfaffenwiesbach der Gemeinde Wehrheim im hessischen Hochtaunuskreis von rechts und Südosten unterirdisch in den Wiesbach mündet. Er entspringt heute nahe einer Obstwiese den Abflüssen von Wassergewinnungsanlagen.

## Bezeichnung
Die Bezeichnung Bach von der Kapersburg bezieht sich auf das etwa einen Kilometer südöstlich der Quelle gelegene Römerkastell Kapersburg. (Das Kleinkastell Ockstädter Wald ist etwa 750 m nördlich der Kapersburg und ebenfalls 750 m östlich der Quellen.)

## Geographie

### Verlauf

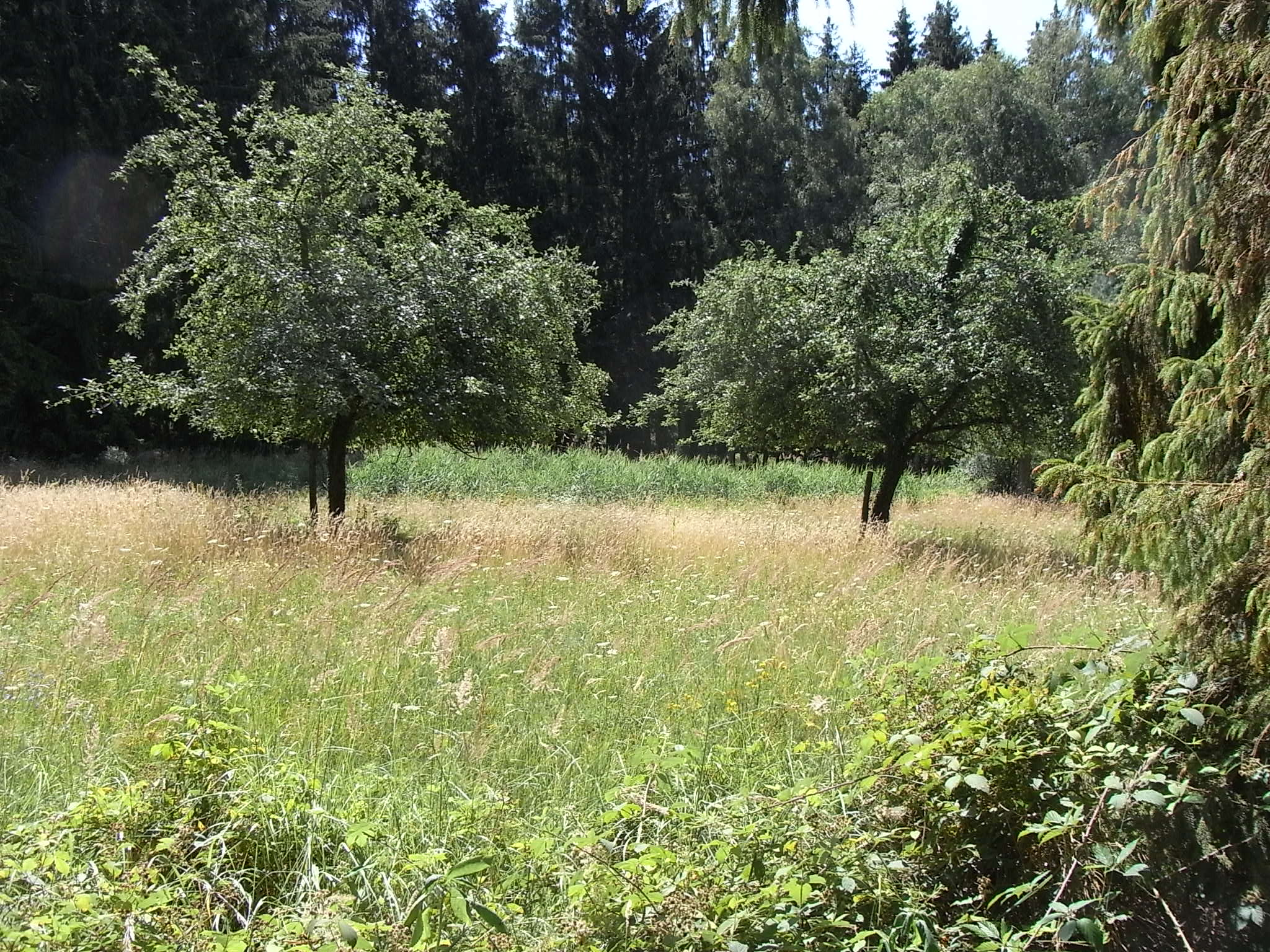
Obstwiese an den Quellen hinten

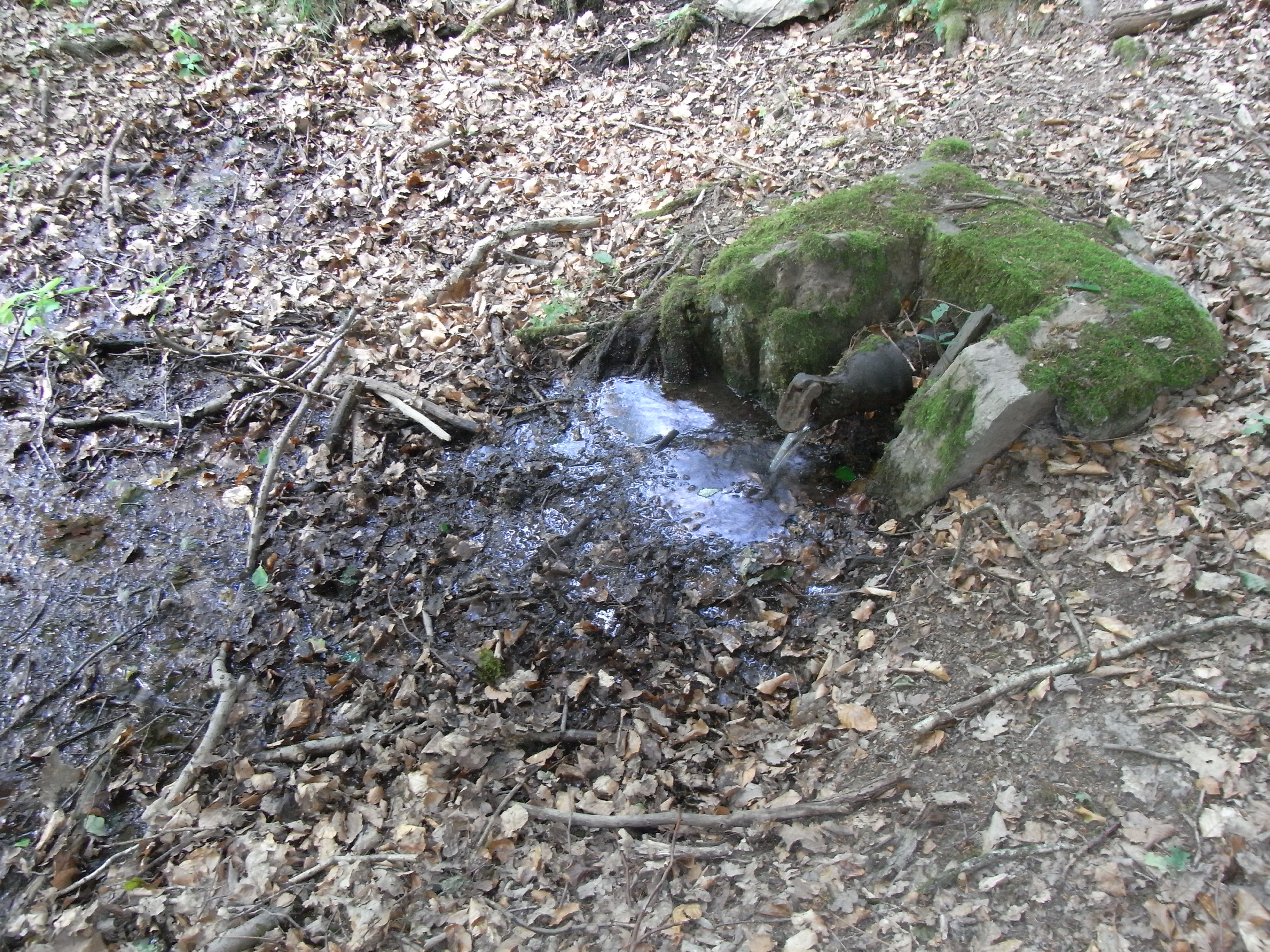
Quelle aus Hochbehälter

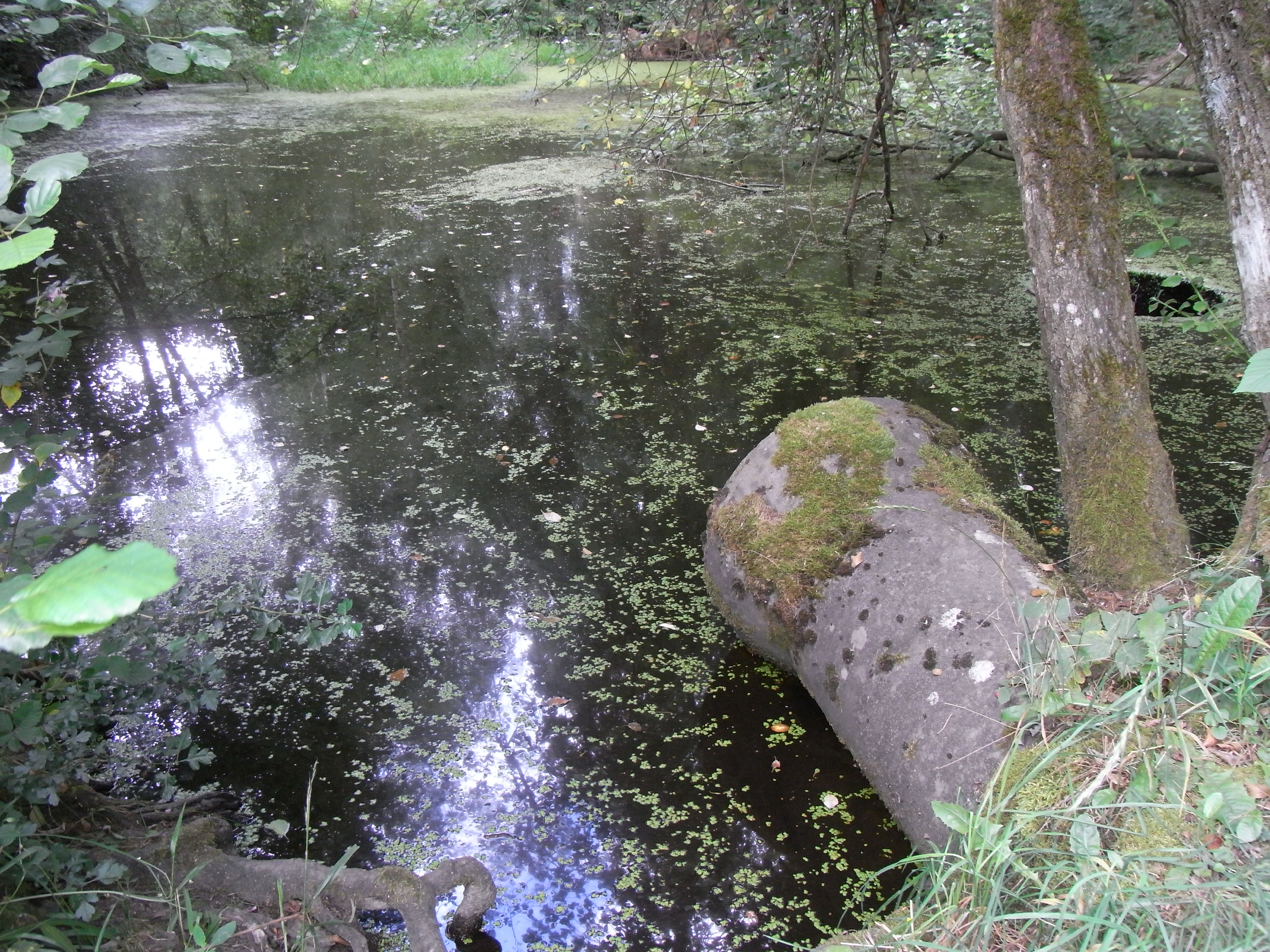
Waldteich neben dem Weg

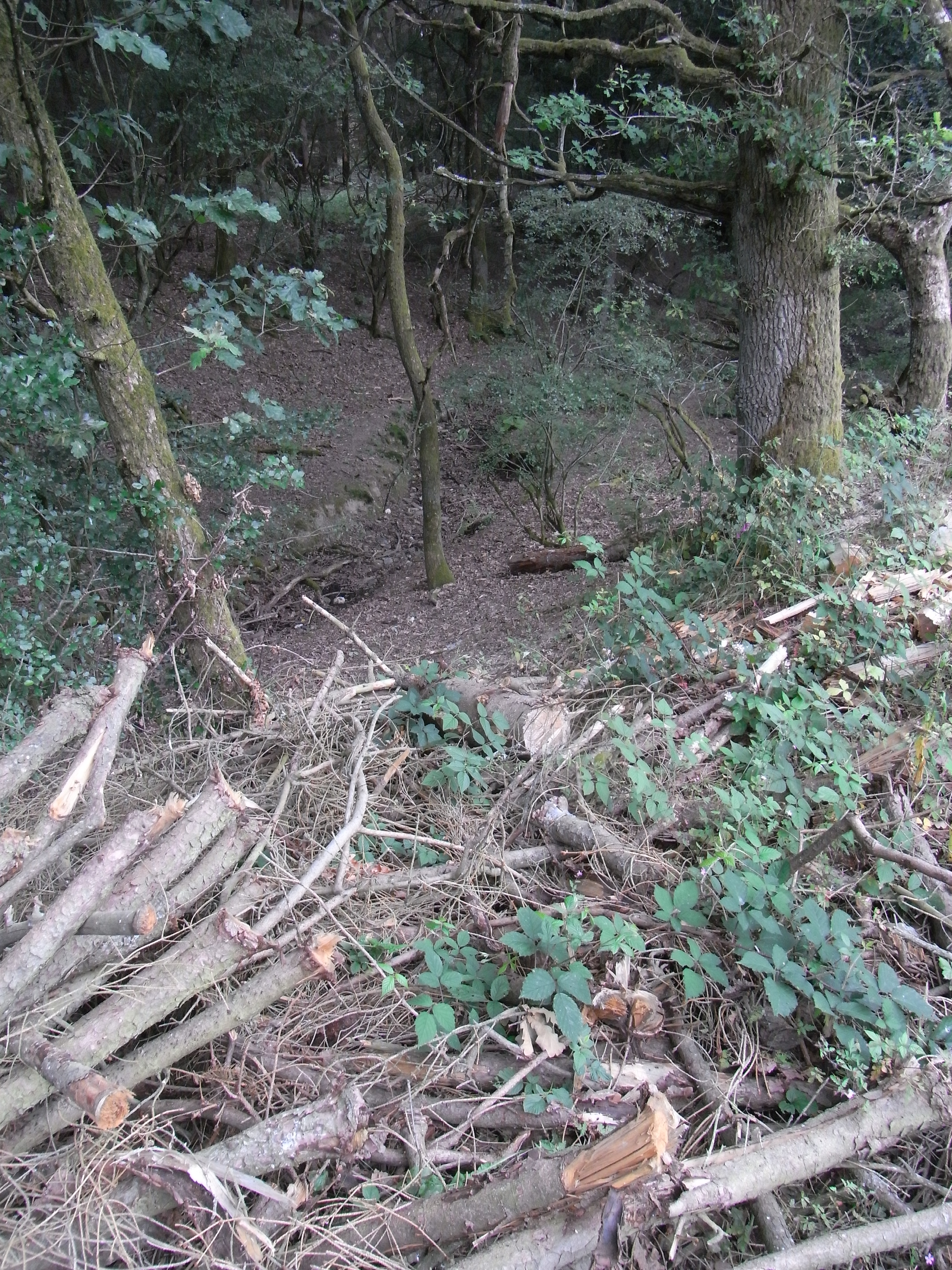
Tal unter Waldteich

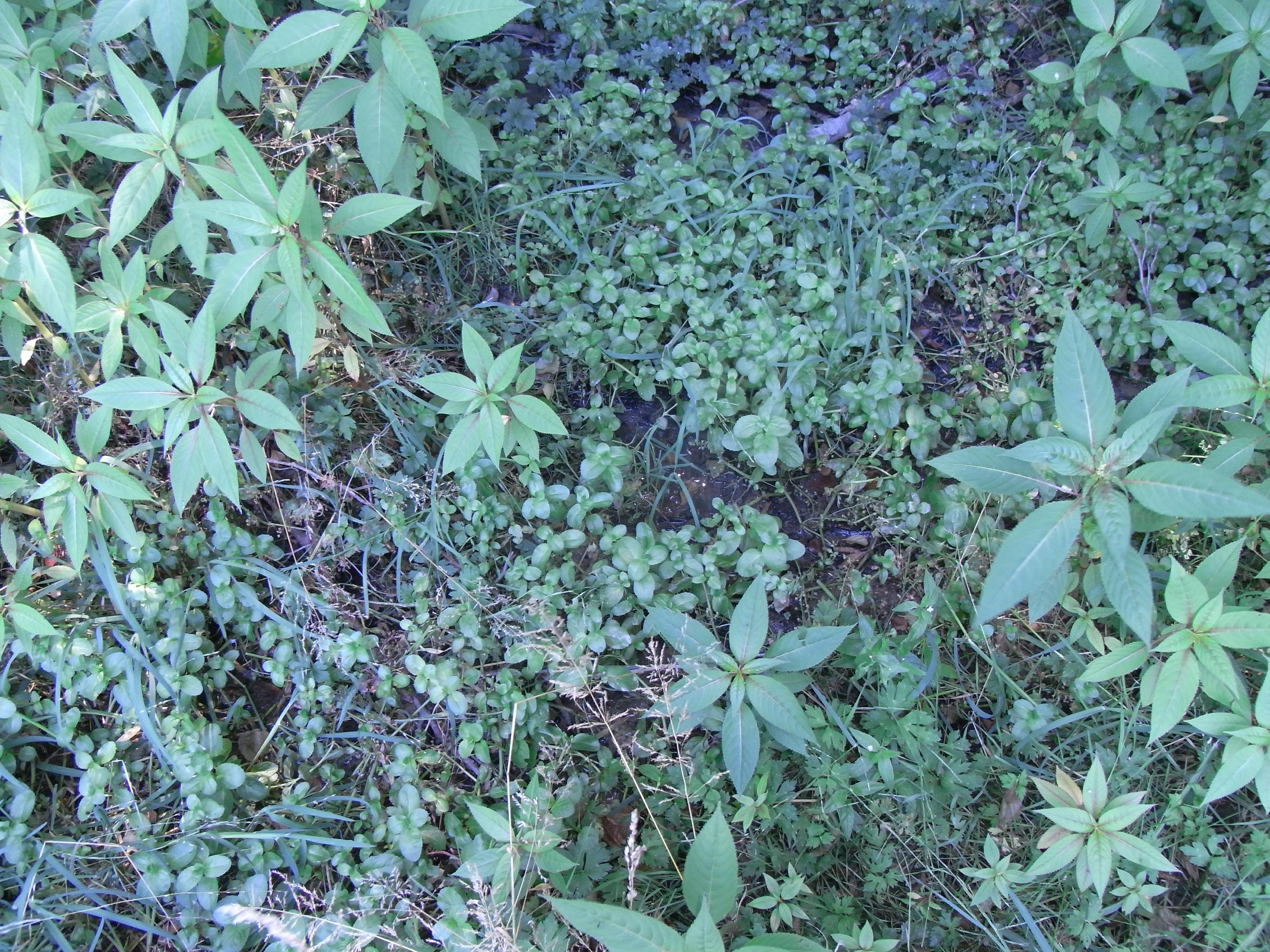
Sickerquellen „Am Röhrborn“

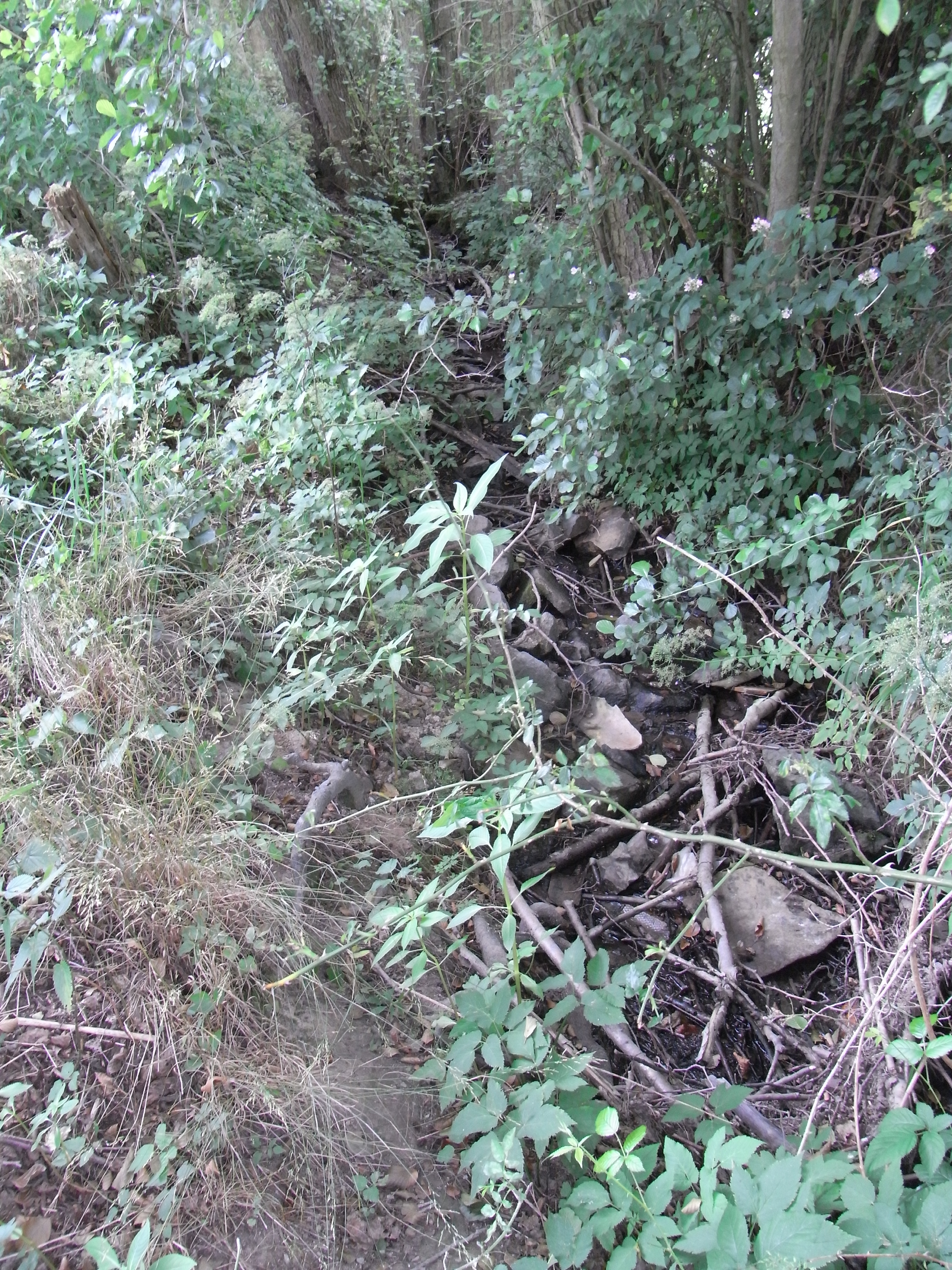
Nass und befestigt „Am Röhrborn“

Der Pfingstborner Bach entsteht in einem länglichen, sich von Ost nach West erstreckenden Waldrand entlang einer Höhenstufe, der südlich an eine Obstwiese grenzt, deren Gräser-, Kräuter- und Röhrichtbewuchs heute ungemäht bleibt, zwischen den Waldgewannen Unteres Kolbenrot (Kuppe 395 m ü. NHN hoch) im Norden und Eichenheeren im Süden. Er entspringt den Auslässen eines Hochbehälters und eines Trinkwasser-Brunnens auf einer Höhe von etwa 383 m ü. NN und fließt zunächst knapp 200 m nach Westen. Dort unterquert er einen Haupt-Wald-, -Rad- und -Wanderweg aus dem Köpperner Tal mit Erlenbach, Bahnstrecke Friedrichsdorf–Albshausen, L 3041 und der Wehrheimer Saalburgsiedlung am Kleinkastell Lochmühle zum Kleinkastell Kaisergrube und der Pfaffenwiesbacher Forsthaus- oder Winterstein-/Usinger Straße und biegt um etwa 60° nach rechts oder Nordwesten ab. Er mündet in ein tiefer und steiler werdendes Tal, das im Nordosten von einem befestigten Weg begleitet wird, der nach Pfaffenwiesbach führt, teilweise asphaltiert. Nach 75 m mündet der Bach 373 m ü. NN bei ⊙ in einen 350 m² großen Teich. Nach 200 m hat sich das Tal verflacht, geht das Waldstück in eine Wiese über und mündet im Waldrand auf 350 m ü. NHN von links ein meist trockener Graben. Der Weg hat sich vom Pfingstborner Bach entfernt, indem er der Rundung der Kuppe des Gewanns Unteres Kolbenrot gefolgt ist.
In der offenen Flur des Wiesengewanns Am Röhrborn wird er nordwärts weiterhin von einem beidseitigen Erlensaum begleitet. Mittig in der 400 m langen Strecke bis zum ersten Zufluss von rechts, wird auf 327 m ü. NHN das Bachbett aus Sickerquellen am rechten Ufer wieder benetzt. Bei ihnen wächst Gebüsch ostwärts in die Wiese hinein. Der erste Zufluss auf 318 m ü. NHN entsteht aus der 40 m langen und zwei Meter höher gelegenenVereinigung des zumeist trockenen Zuflusses aus dem Gewann Hardtwiesen und dem aus dem Gewann Henrichsheck. Beide kommen aus dem Ostteil des FFH-Gebiets Haubergsgrund bei Pfaffenwiesbach, dem sich der Pfingstborner Bach an den Sickerquellen bis auf 40 m angenähert hatte.
125 m weiter unterquert er einen befestigten Weg, der die Wiesenflur mit der Pfingstbornstraße, an der Einmündung der Amselstraße, und der Bebauung im Osten Pfaffenwiesbachs verbindet. Die Pfingstbornstraße begleitet den Bach ab hier. Der Gehölzbestand am Bach hat sich hier verbreitert und ist artenreicher geworden. Hier mündet auf 316 m ü. NHN von rechts unterhalb des Wegs der Zufluss vom Südrand dieser Bebauung. Keine zehn Meter weiter mündet bei Fluss-km 0,9 von links ein kurzer Graben, der auch in diesem Gebüsch beginnt. Dieses setzt sich am Bach breit und artenreich fort. Auf 312 m ü. NHN bei ⊙ bzw. auf 306 m ü. NHN bei ⊙ münden zwei Gräben aus der Flur Im Pfingstborn von links. 40 m weiter und drei Meter tiefer ⊙ mündet der Abfluss des Pfingstborns ⊙ (Bild auf der Seite Pfaffenwiesbach im Abschnitt "Brunnen und Pfingstborn").
Etwa 300 m unterhalb unterquert er den asphaltierten Weg durch seine Wiesenflur und nähert sich bis auf wenige Meter an die Pfingstbornstraße. Fortan begleitet der Pfingstborner Bach südlich die Bebauung des Ortsrands. Bei ⊙ kann Vieh durch eine Furt auf die große Wiese in der Gemarkung Weihergarten am linken Ufer gelangen. In deren Nordwesten, mit Maschendraht eingezäunt, befindet sich bei Fluss-km 0,2 auf 285 m ü. NHN der ungefähr dreieckige und etwa 500 m² große Weiher, in dessen südwestlichem Eck eine große Weide steht. Etwa zehn Meter darüber thront am Hang die katholische Kirche St. Georg. Mit zwei Bögen gelangt der Bach zum Anton-Flettner-Platz am rechten Ufer, südlich der alten Schule. Auf der Ostseite sind Anton Flettner und sein Militärhubschrauber Fl 282 auf die Seitenwand einer Garage gemalt, davor sind ein Rotorblatt und eine Tafel aufgestellt (vergl. Seite Pfaffenwiesbach im Abschnitt "Mit Pfaffenwiesbach verbunden"). Das rechte Ufer, die Südseite des laubbaumbestandenen Platzes, ist eine über einen Meter hohe Mauer, die am Ende des Platzes den gedeckelten Betonkanal (Verdolung) berührt, durch den der Pfingstborner Bach noch etwa 35 m bis zur unterirdischen Mündung unter der Lindenstraße auf einer Höhe von etwa 278 m ü. NN und von rechts in den aus Süden kommenden Wiesbach hat.

Hydranten zur Versorgung mit Löschwasser?
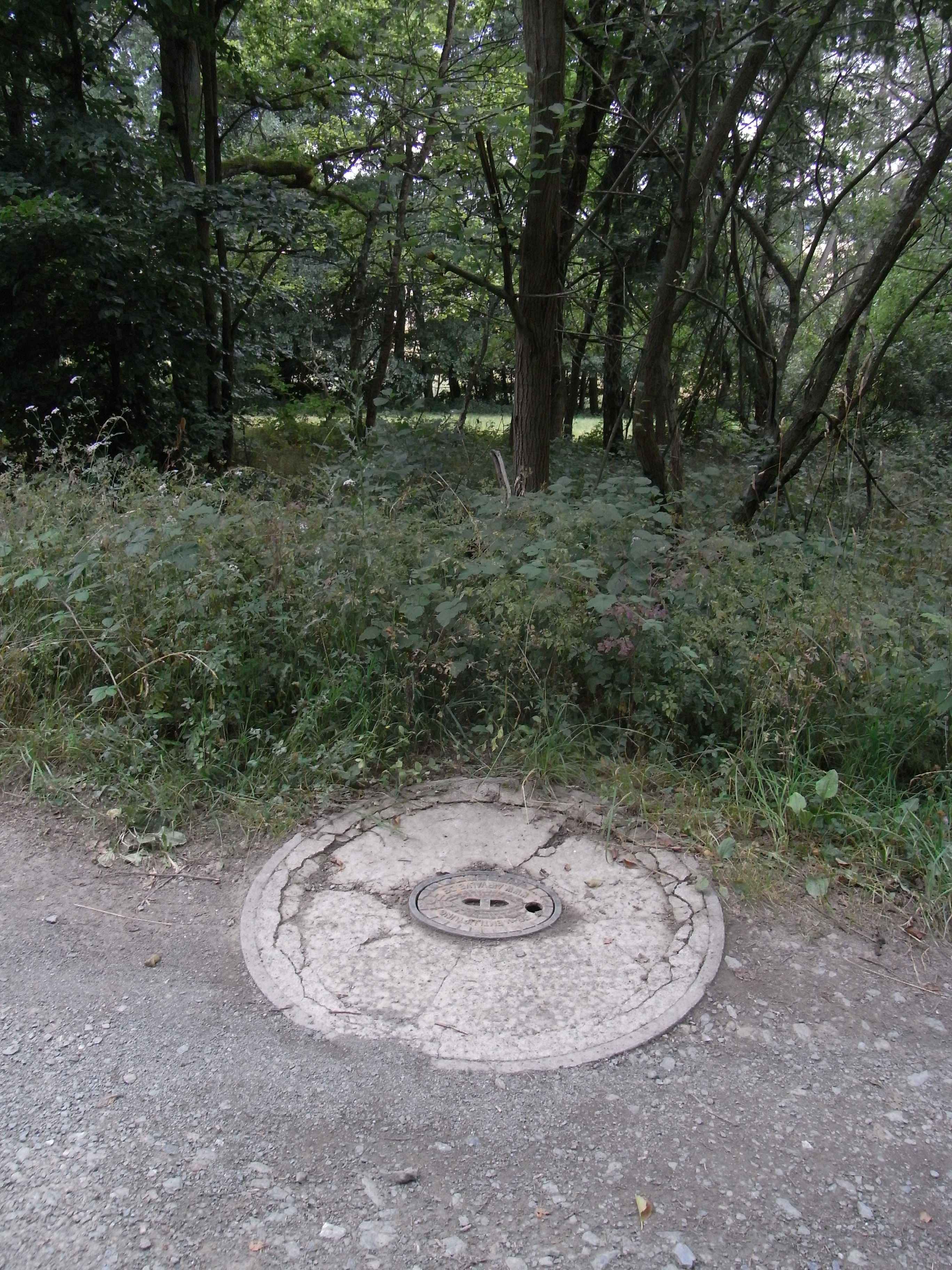
Unterstes Kolbenrot
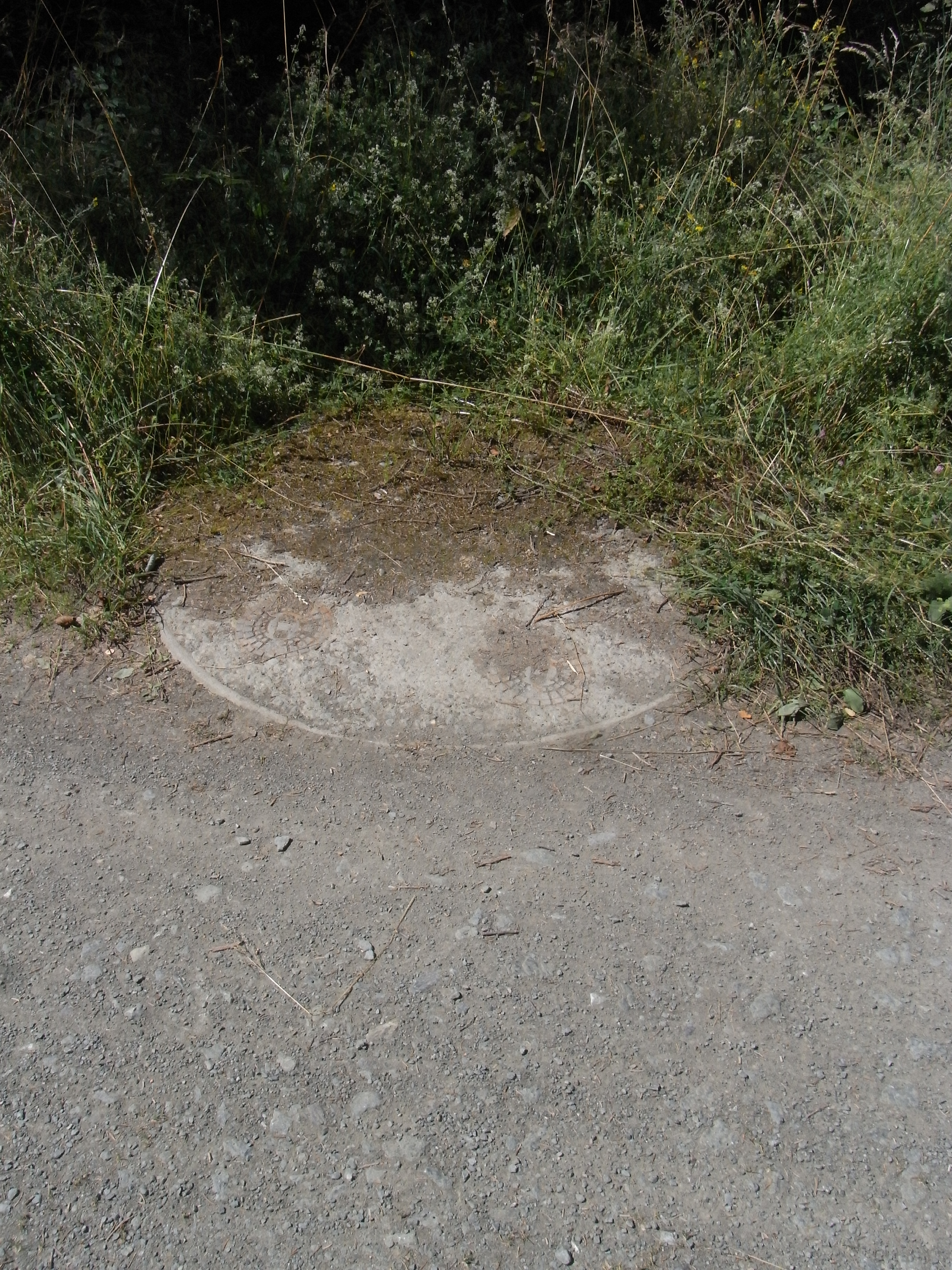
Beim Eichwäldchen
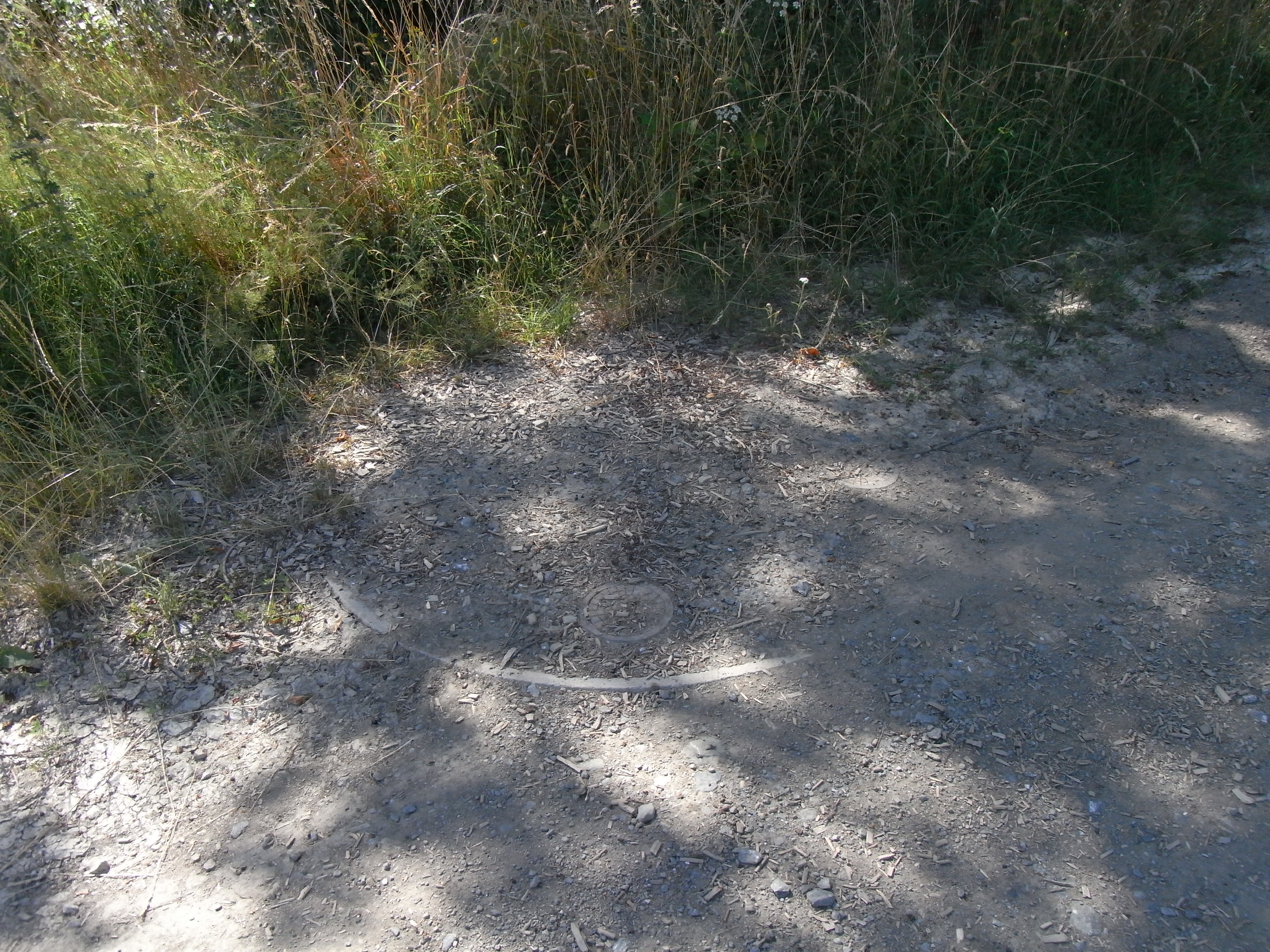
Am Verbindungsweg

Ende am „Anton-Flettner-Platz“
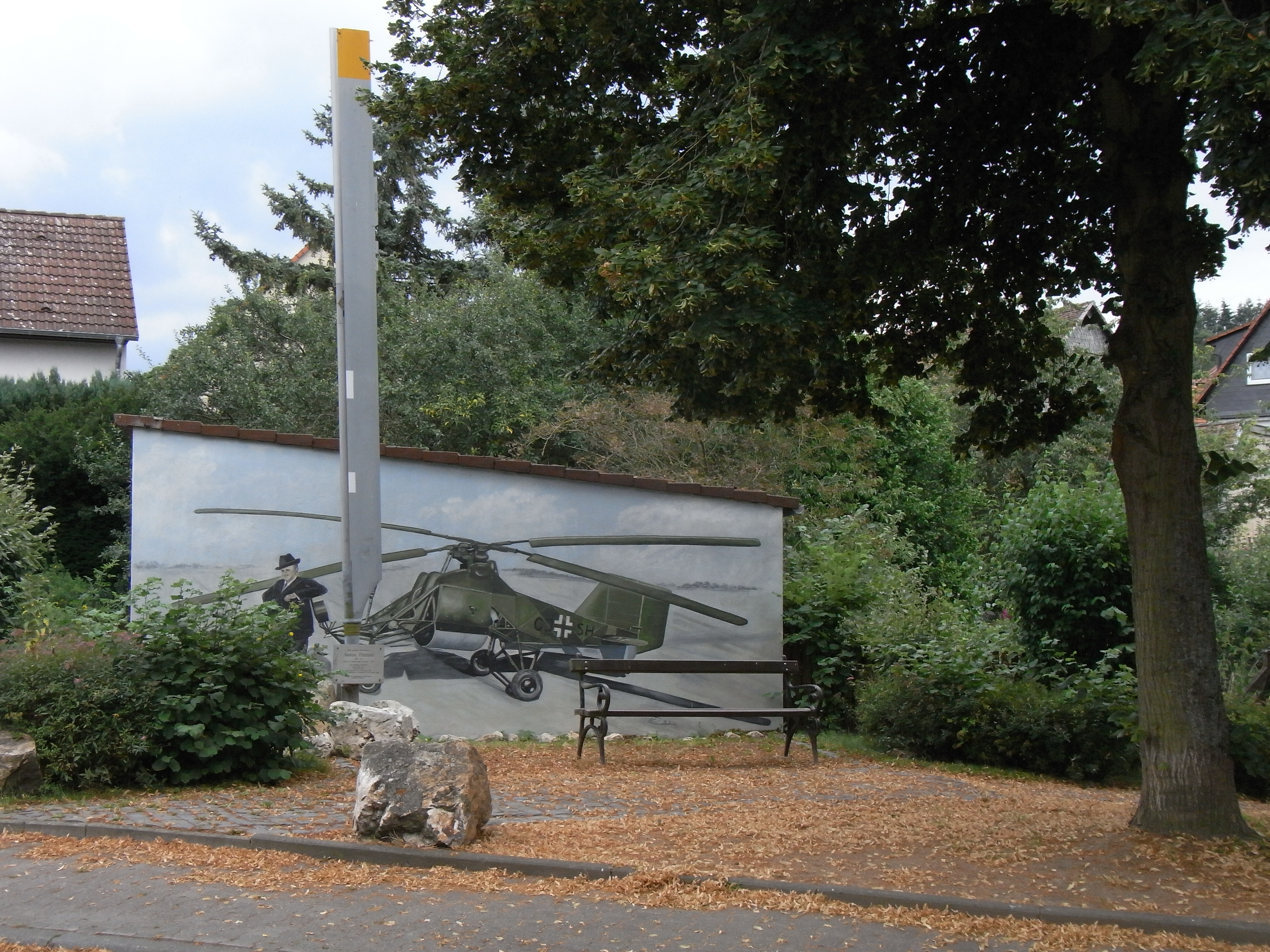
Linde, Bild & Rotorblatt
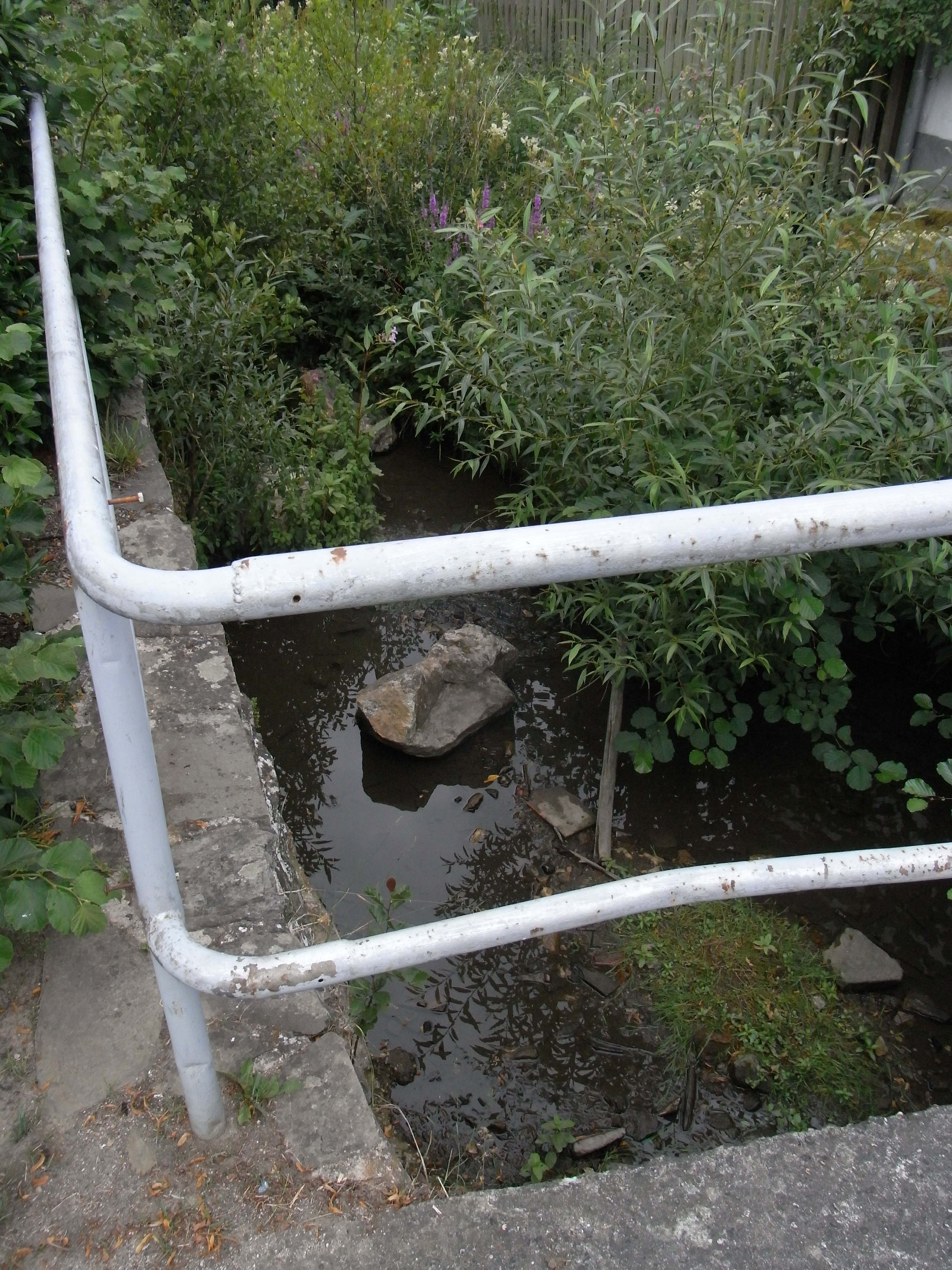
Letztes Tageslicht
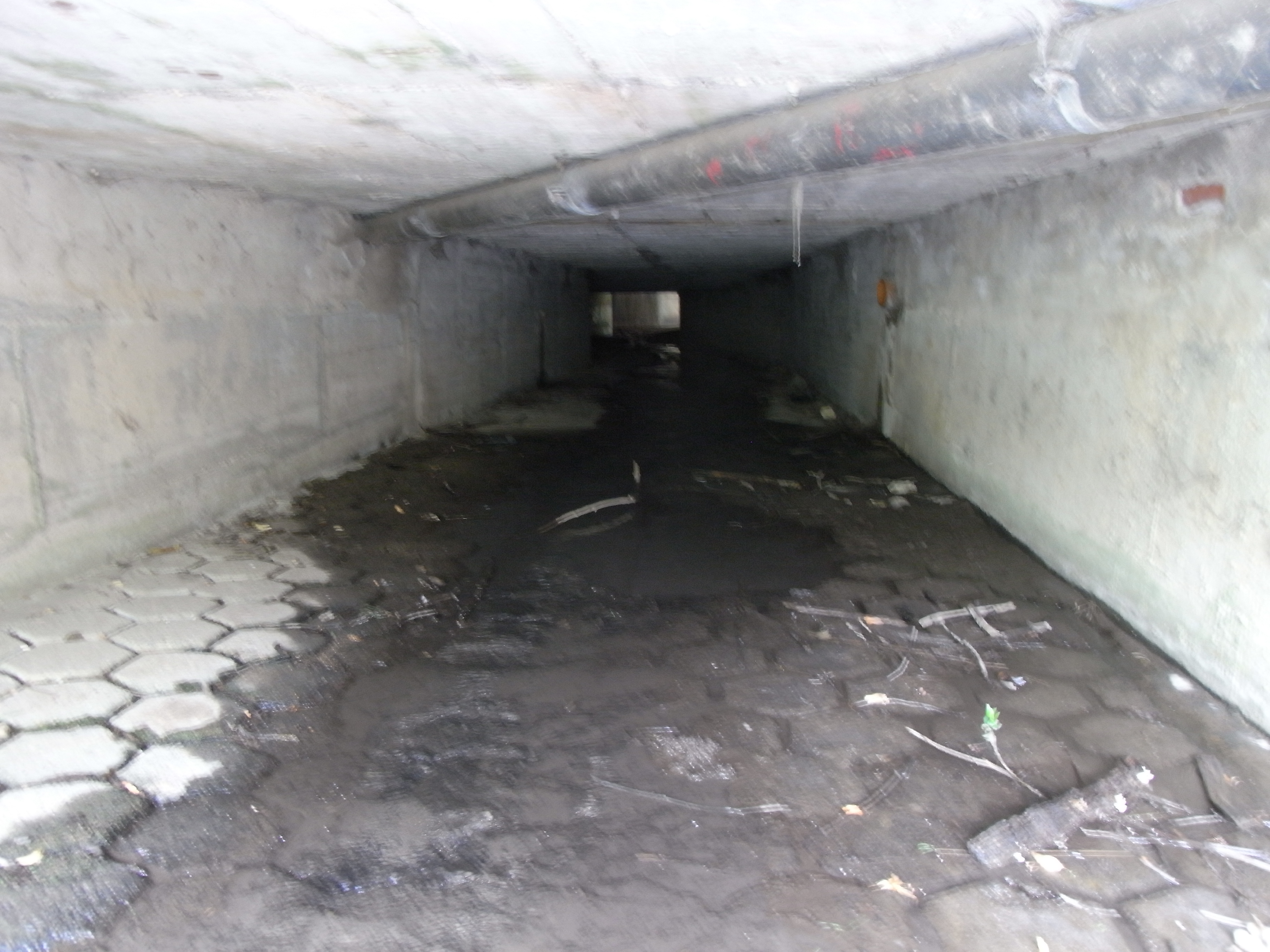
Einfach unterirdisch

### Einzugsgebiet

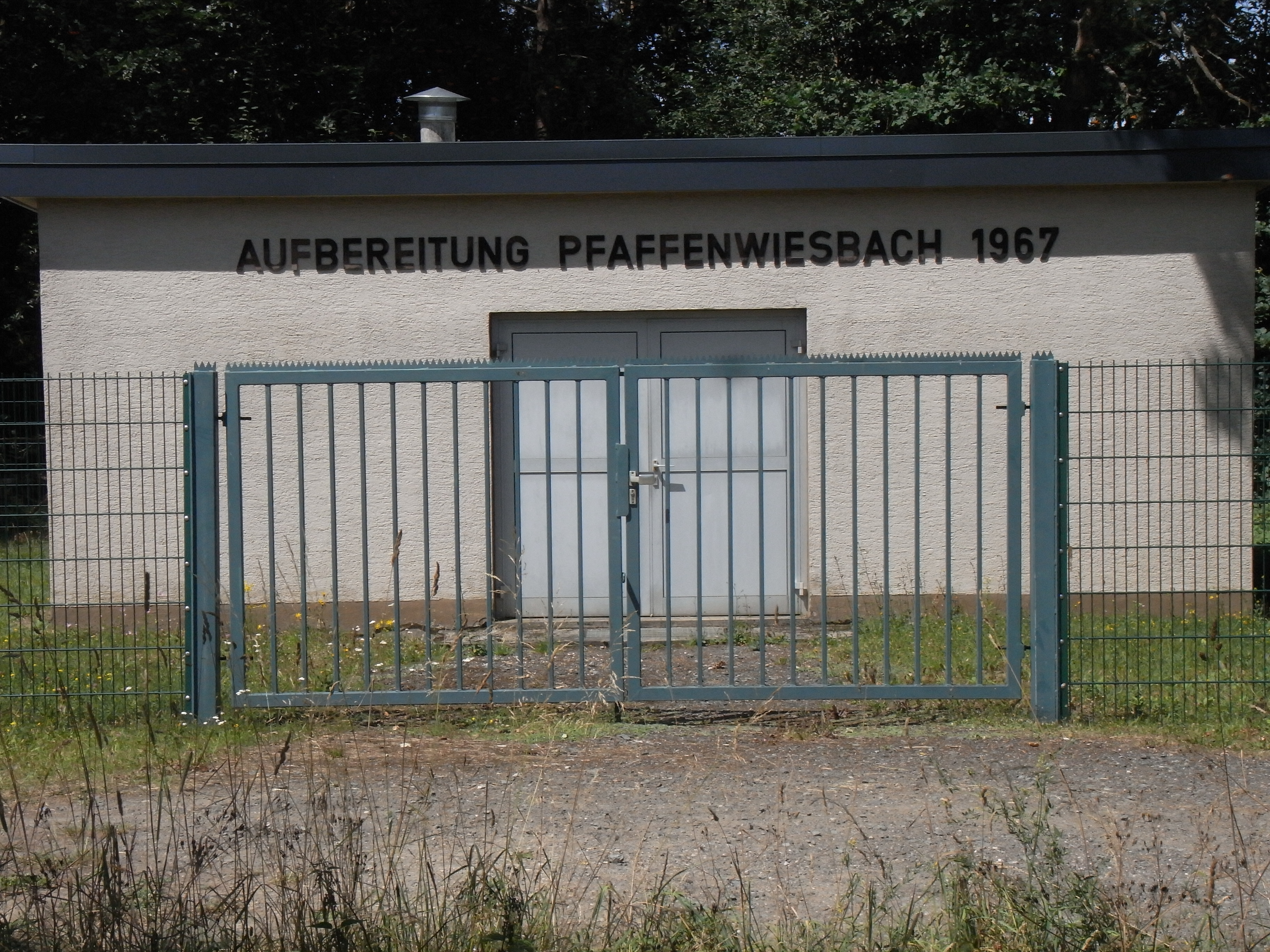
Hochbehälter Forsthausstraße

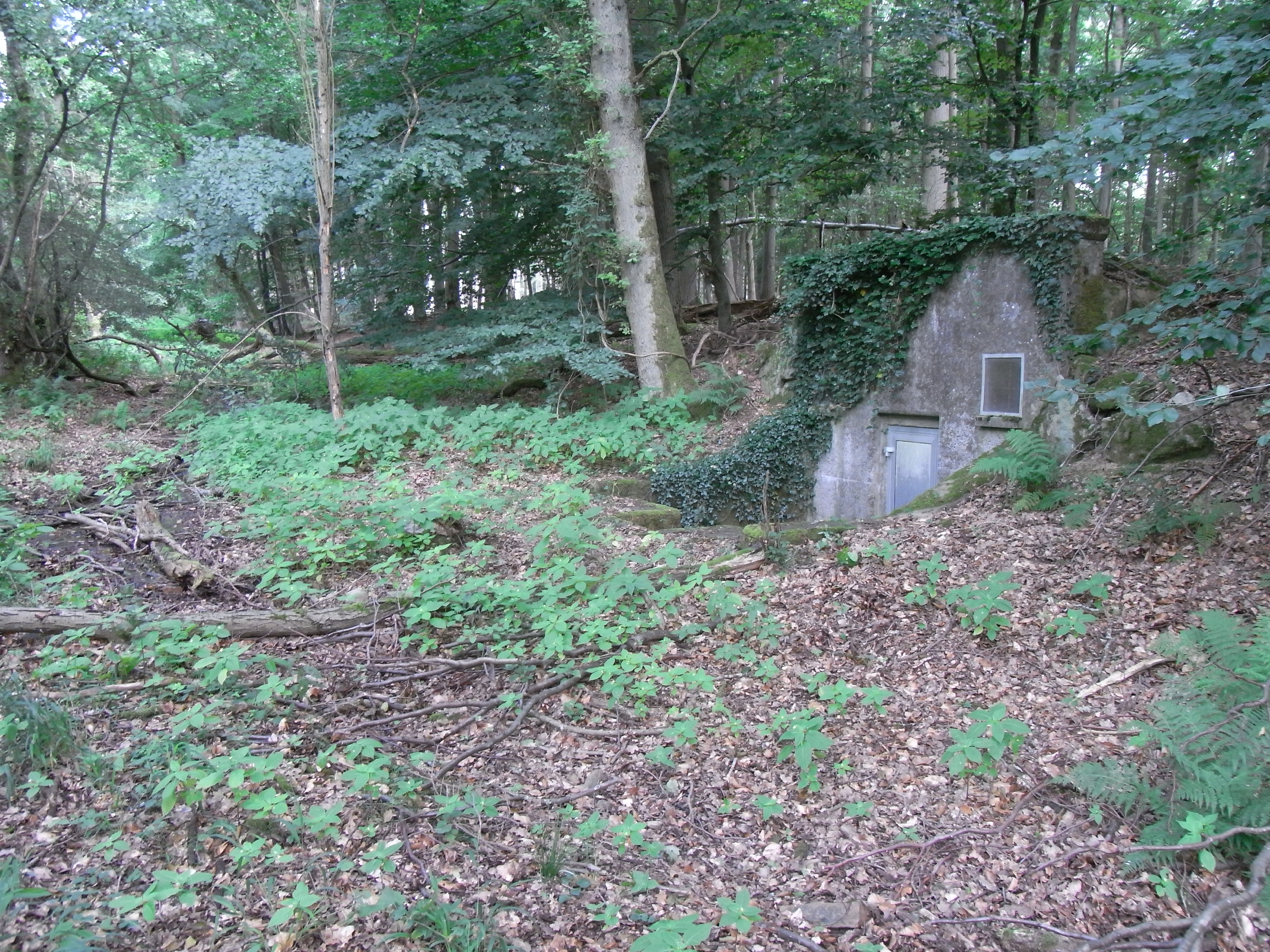
Hochbehälter an Quelle im Wald

Der Pfingstborner Bach entwässert fast 3,7 km² des Östlichen Hintertaunus zu seiner Mündung in den Wiesbach in der Mitte von Pfaffenwiesbach. Sein Einzugsgebiet hat ungefähr spindelförmige Kontur, es erstreckt sich in Längsrichtung vom Sattel zwischen Kuhkopf und Saukopf im Südosten bis zur Mündung im Nordwesten etwa 3,3 km weit; quer dazu misst es an der breitesten Stelle etwa 1,6 km. An der Mündung beginnend, steigt die Wasserscheide nordöstlich schnell auf zur Kuppe der Großenhardt (356 m ü. NHN) an der Straße nach Friedrichsthal (an der Außenseite entwässert deren westlicher Talhang in den abwärtigen Wiesbach). Dann knickt sie nach Osten ab und läuft lange südöstlich auf einem Hügelrücken vor dem Einzugsgebiet des Holzbachs, erst zum Wasserreservoir am Waldeintritt der Forsthausstraße, dann durch den Wald bis zum Kuhkopf, mit ca. 500 m ü. NHN die höchste Erhebung im Einzugsgebiet. Hier biegt sie auf einem kurzen Sattel schnell nach Süden ab zum Saukopf (ca. 480 m ü. NHN) (an der Ostseite entwässert der Fahrenbach über den Rosbach zur Nidda). Dort knickt die Scheidelinie nach Westen ab, passiert das Römerkastell Kapersburg an dessen Nordseite und läuft zum Sporn im Wehrholz mit seiner flachen Kuppe (380 m ü. NHN), der vom Tal des aufwärtigen Wiesbachs scheidet. Beim Wiederabstieg zur Mündung in den Wiesbach im Nordwesten verlässt die Wasserscheide zuletzt auf halber Höhe erstmals wieder den Bergwald.
Etwa zwei Drittel des Einzugsgebietes sind Wald, der größtenteils geschlossen und lichtungsarm den mittleren und vor allem südöstlichen Teil des Einzugsgebietes einnimmt, welcher meist über den offenen nordwestlichen hinausragt.

### Zuflüsse
Der WRRL-Viewer zeigt und beziffert nicht alle Zuflüsse, die im Geoportal des Landes Hessen oder dem Natureg-Viewer dargestellt werden. Diese an der Realität orientierte Liste ist somit umfangreicher als eine denkbare „offizielle“ Version.
- Namenloser Bach[12] aus den Hardtwiesen bzw. von der Henrichsheck im östlichen Teil des FFH-Gebiets Haubergsgrund bei Pfaffenwiesbach[13] (rechts), ½ km[2], Pfaffenwiesbach.

Inmitten der Wiesenflur Hardtwiesen beginnt der Bach als trockener Graben auf 367 m ü. NHN ⊙, etwa ½ km entfernt vom nordöstlich, im Tal jenseits der Kuppe des Sporns fließenden Holzbach, etwa ¼ km entfernt vom Pfaffenwiesbacher Wasserwerk von 1967 an der Forsthausstraße im Norden, am südwestlichen Rand eines unbefestigten Feldwegs. In geraden Abschnitten schwenkt er von Südwest auf West und erreicht so nach fast 400 m einen befestigten Feldweg mit Straßengräben auf der Ostseite, der die Forsthausstraße im Norden im Bereich des Schützenhauses bzw. Ostrands der Bebauung mit der Verlängerung der Pfingstbornstraße verbindet, und das Eichwäldchen, einen Laubwald auf einer Hügelkuppe und einem südlich anschließenden Gewann Am Eichwäldchen (dessen nördlicher Anteil, jenseits des namenlosen Bachs, seit den 1950er-Jahren in Wald umgewandelt wurde). Der heutige Kahlschlag am Südwestrand der Hardtwiesen nördlich des Bachs zeigt einen krautreichen Bodenbewuchs, im Graben sind hier Wasserlachen erkennbar. Der noch etwa 125 m lange gerade Bachlauf schmiegt sich bald der Hügelkontur an und biegt in einer Rechtskurve nach Nordwesten. Das Bachbett ist in diesem Bereich durch Steinlagen befestigt und begradigt. Nahe der Verlängerung der Pfingstbornstraße biegt der Bach links um, fällt steil den Hügel hinab, unterquert den asphaltierten Weg und durchstößt die ihn begleitende dichte Hecke. Auf seinen letzten etwa 30 m in der Aue des Pfingstborner Bachs vor der Mündung von rechts und nahezu rechtwinklig auf 320 m ü. NHN ⊙ in den namenlosen Bach von der Henrichsheck wird der trockene Bach am rechten Ufer von einem jungen Erlenbestand begleitet.

Bach aus den „Hardtwiesen“
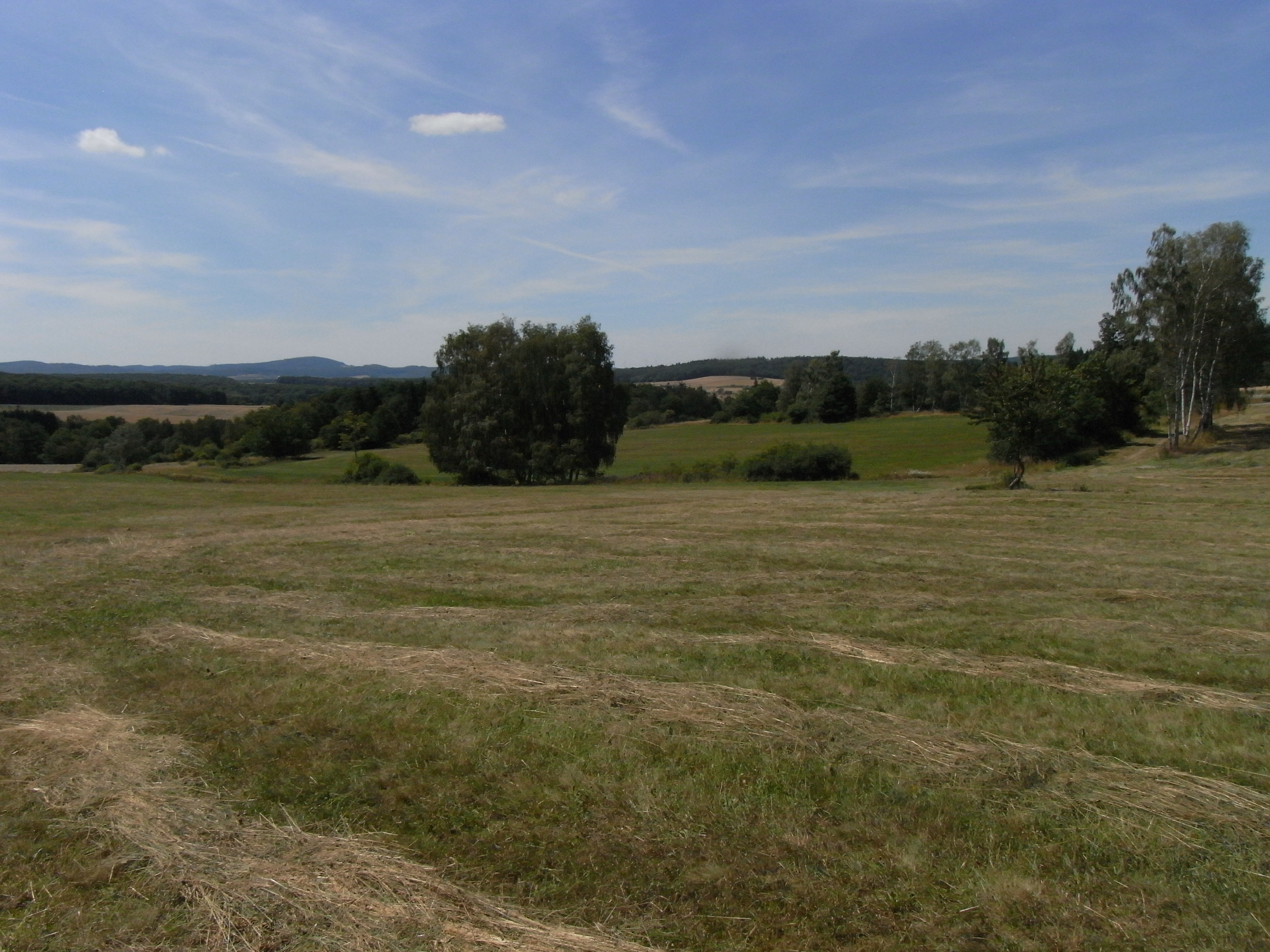
Beginn Hardtwiesen
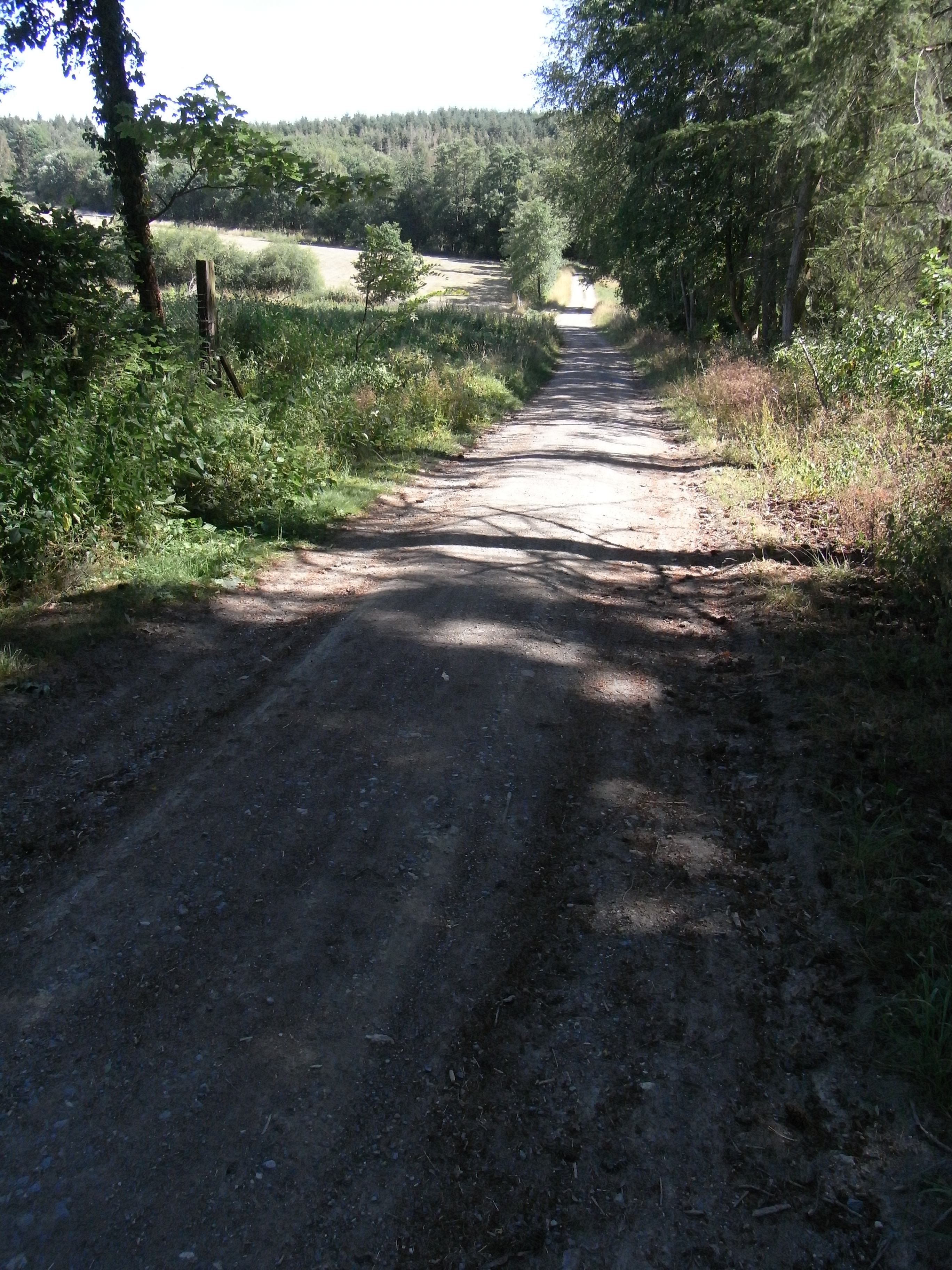
Weg Forsthausstraße
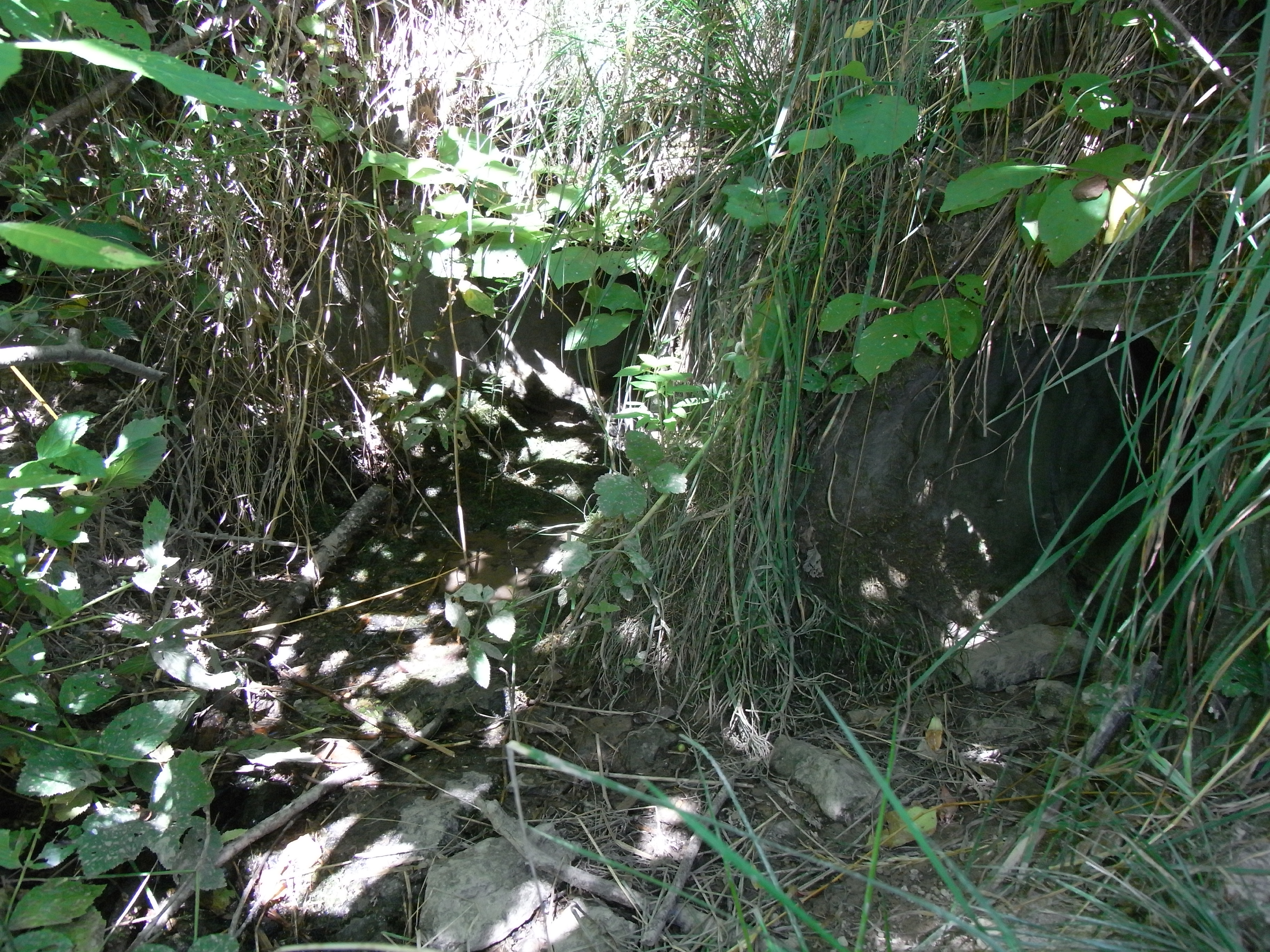
An Weg Forsthausstraße
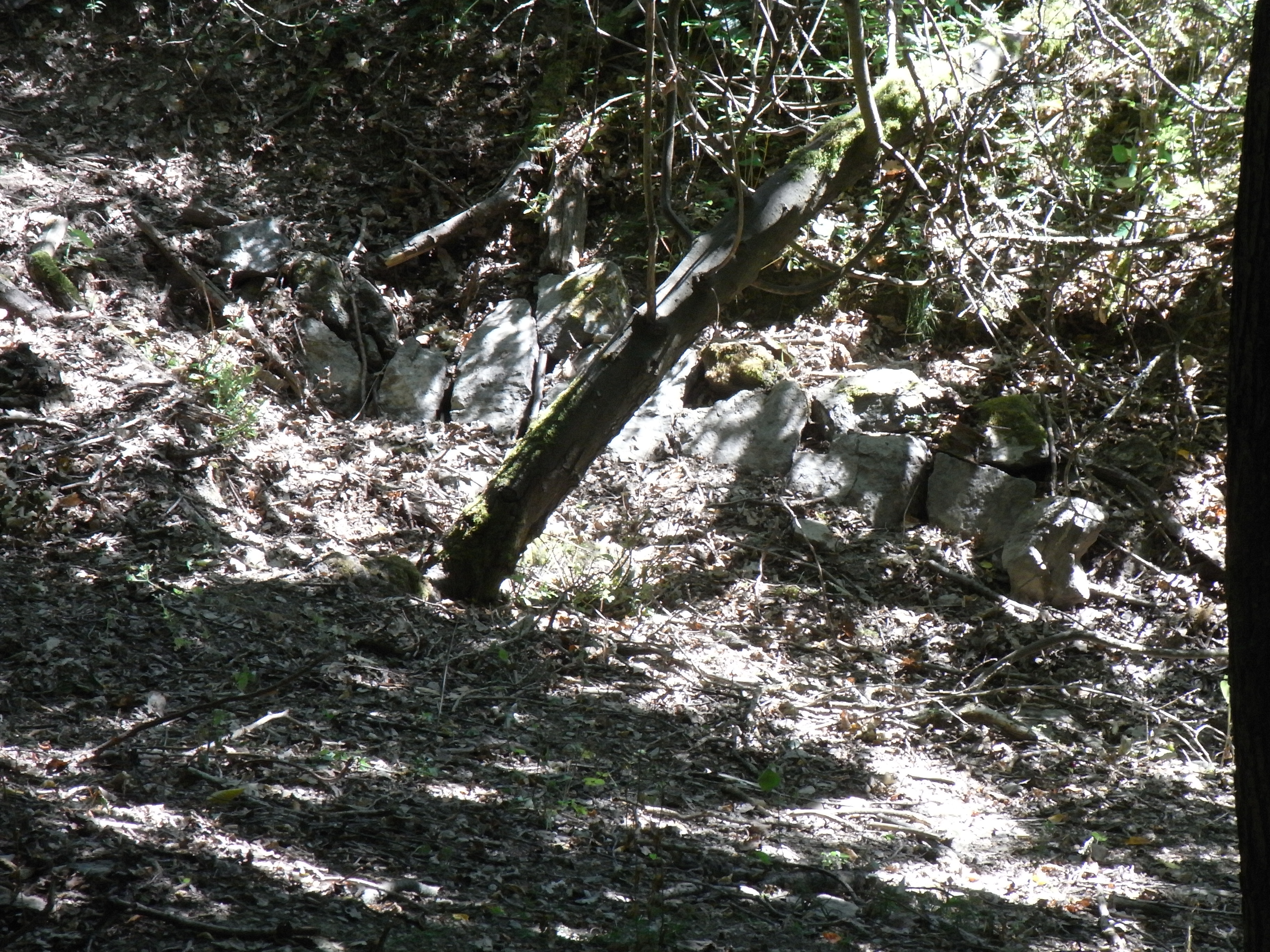
Befestigung Hügelfuß
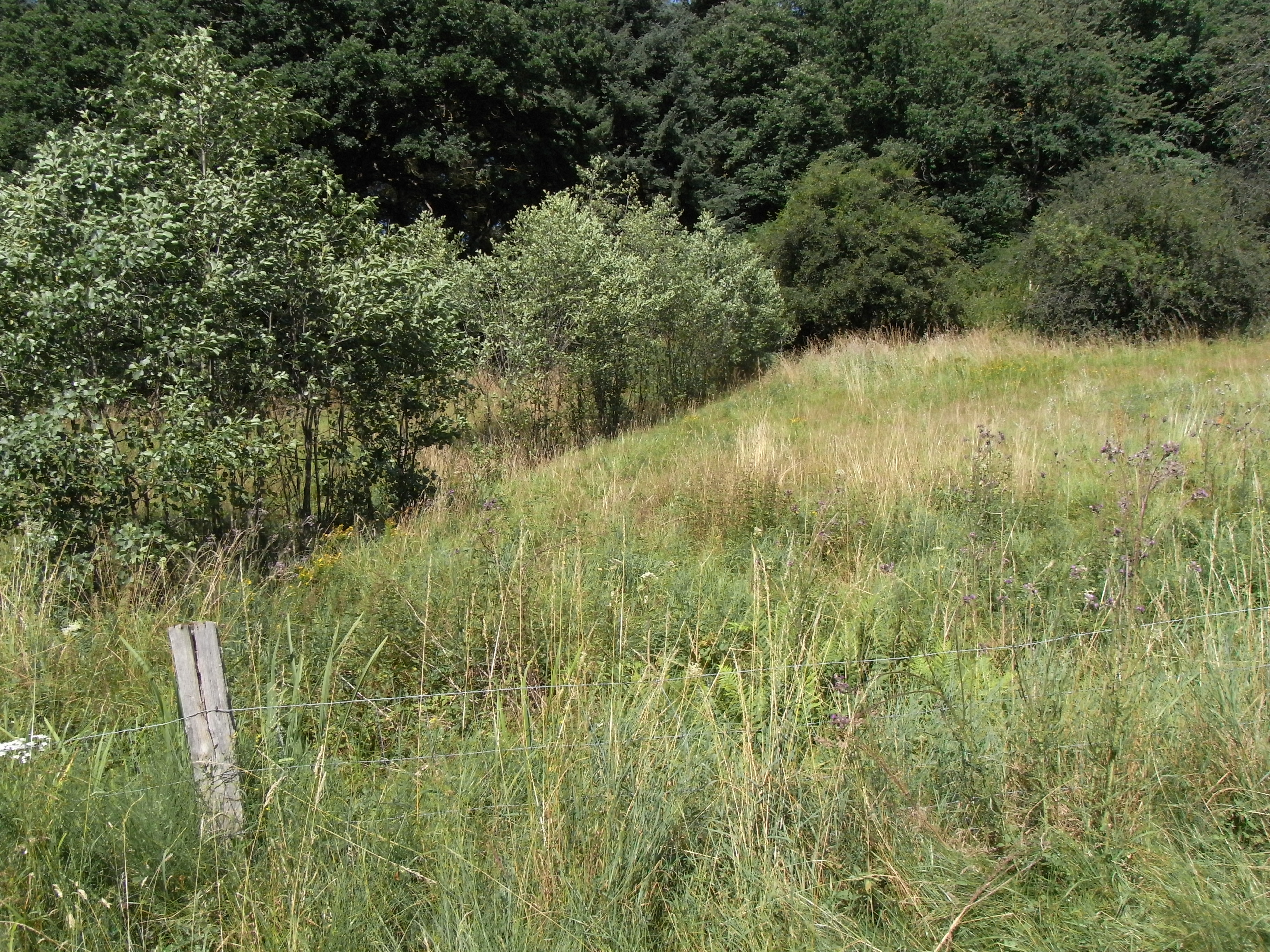
In Aue vor Mündung

Am heutigen Südwestrand des Waldgewanns  Unteres Kolbenrot (vergl.) beginnt der Graben auf 339 m ü. NHN am befestigten Weg ⊙, der, vom Dt. Limes-Radweg kommend und zur Verlängerung der Pfingstbornstraße führend, bisher den Pfingstborner Bach begleitet hat. Gen Nordwesten in geraden Abschnitten zielend, führt er trocken am mit Büschen und Laubbäumen bestandenen Nordostrand von Gärten vorbei, wo sein Bett durch Steinlagen befestigt ist. Kurz vor einem unbefestigten Feldweg, der die Gärten im Nordwesten abgrenzt und auch Grenze des FFH-Gebiets ist, benetzen Sickerquellen am rechten Ufer ⊙ auf 328 m ü. NHN den Bach so nachhaltig, dass er bis zur Mündung Wasser führt. 75 m unterhalb des Wegs mündet von rechts der trockene Graben aus den Hardtwiesen, 40 m unterhalb münden sie gemeinsam aus Südost auf 318 m ü. NHN ⊙ und von rechts in den Pfingstborner Bach.

Bach von der „Henrichsheck“
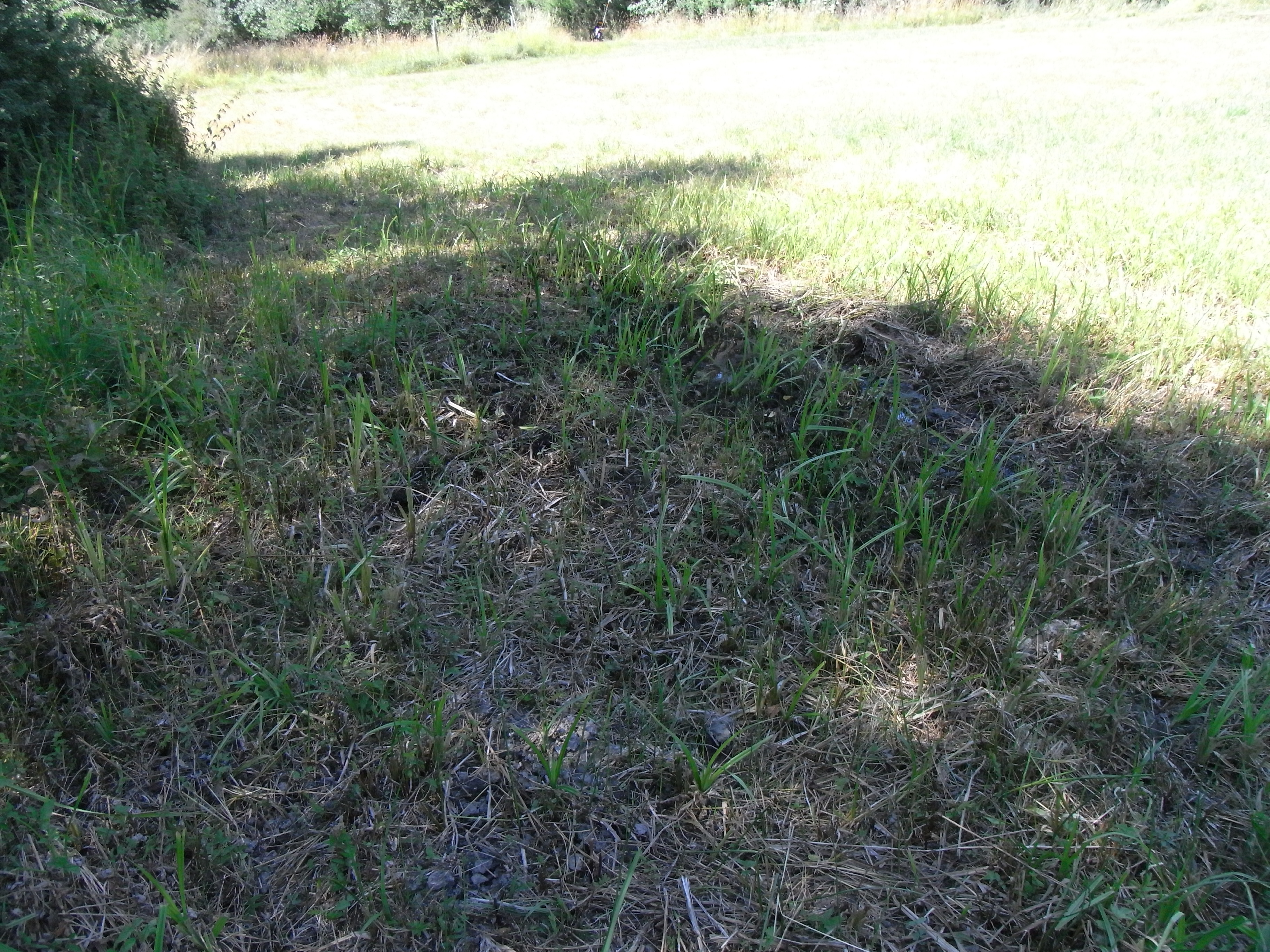
Sickerquellen Gärten
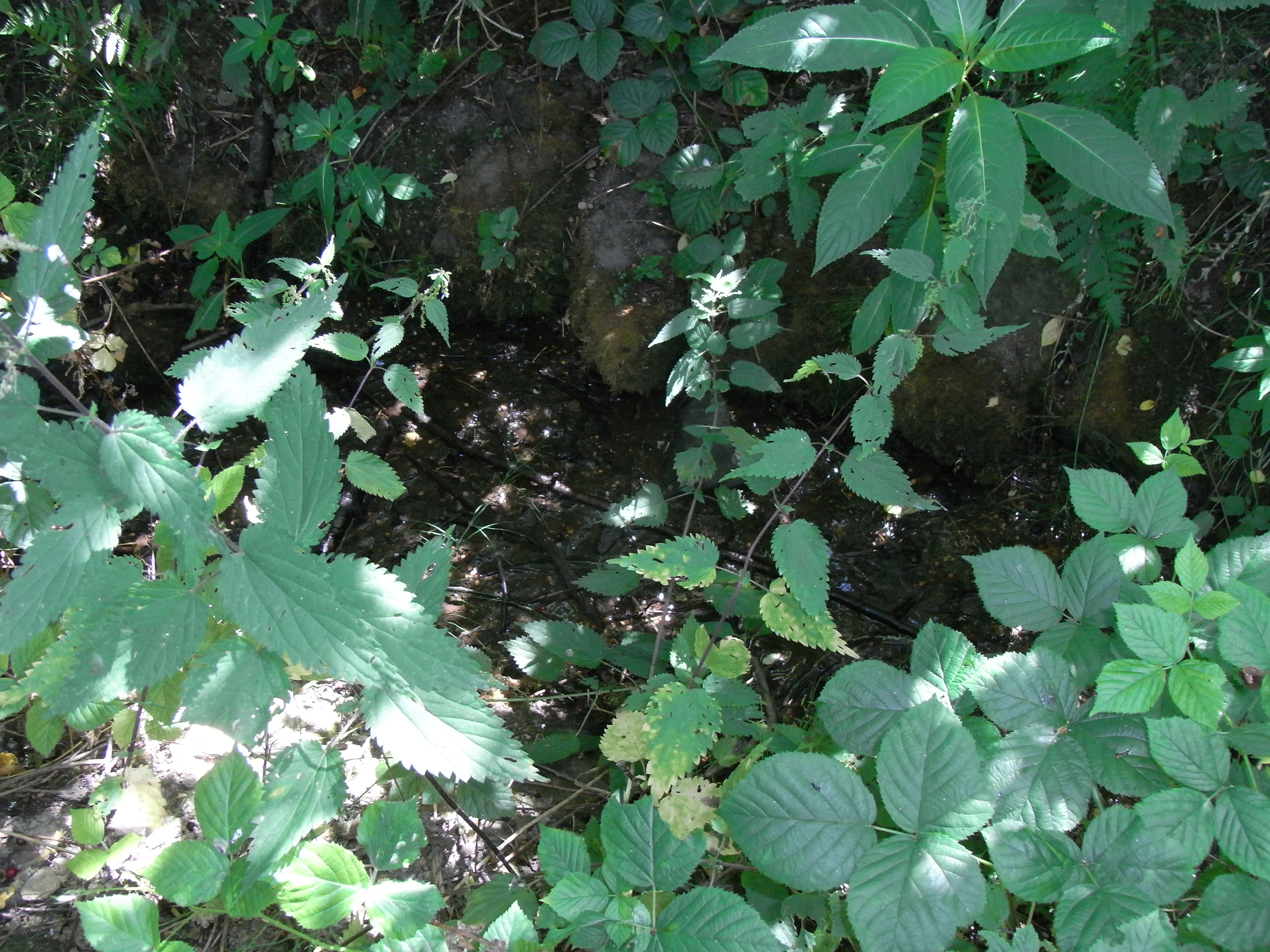
Befestigung Bett
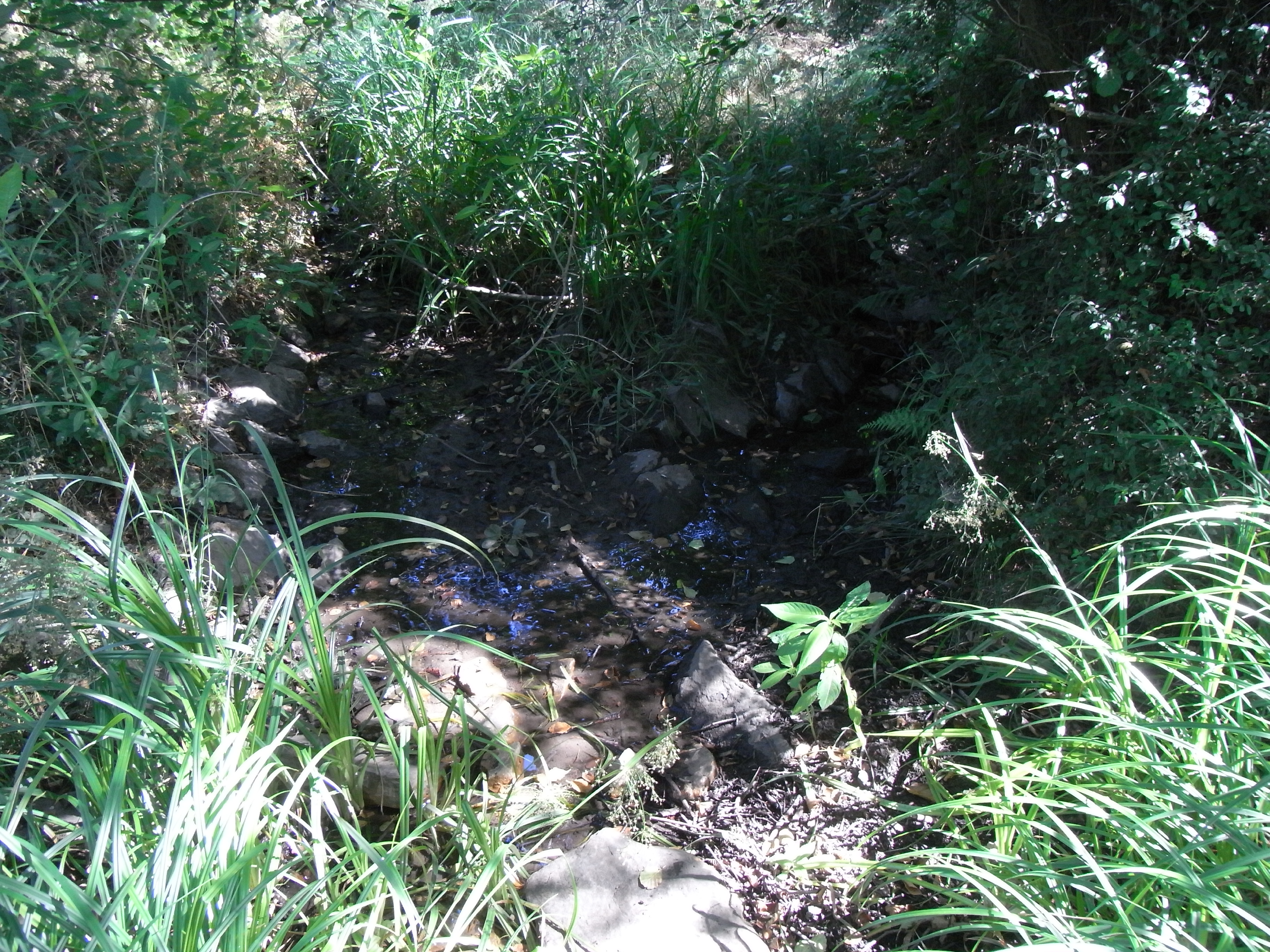
Mündung

- Namenloser Bach am südöstlichen Ortsrand (rechts), 300 m[2], Pfaffenwiesbach.

Er hat seinen Ursprung als Graben an einem unbefestigten Feldweg am südöstlichen Ortsrand ⊙ auf 338 m ü. NHN. Der trockene Graben erstreckt sich etwa 50 m in westsüdwestliche Richtung in der Ortsrandeingrünung, bis ihn Sickerquellen am linken Ufer ⊙ auf 334 m ü. NHN in einem Gebüsch benetzen. Rund 75 m weiter signalisiert eine Baumgruppe weitere Sickerquellen am linken Ufer. Wenig später läuft von rechts von der Fasanenstraße ein kleiner Wasser führender Graben zwischen den bebauten Grundstücken zu. Nach 100 m wird die Pfingstbornstraße unterquert, 50 m danach unterquert er, rechts und westwärts umbiegend, den Verbindungsweg von der Pfingstbornstraße zum asphaltierten Feldweg durch das Tal, westlich des Pfingstborner Bachs, gewissermaßen eine Verlängerung der Amselstraße, und mündet einen oder zwei Meter darunter von rechts und Osten auf 316 m ü. NHN in den Pfingstborner Bach ⊙.

Bach am südöstlichen Ortsrand
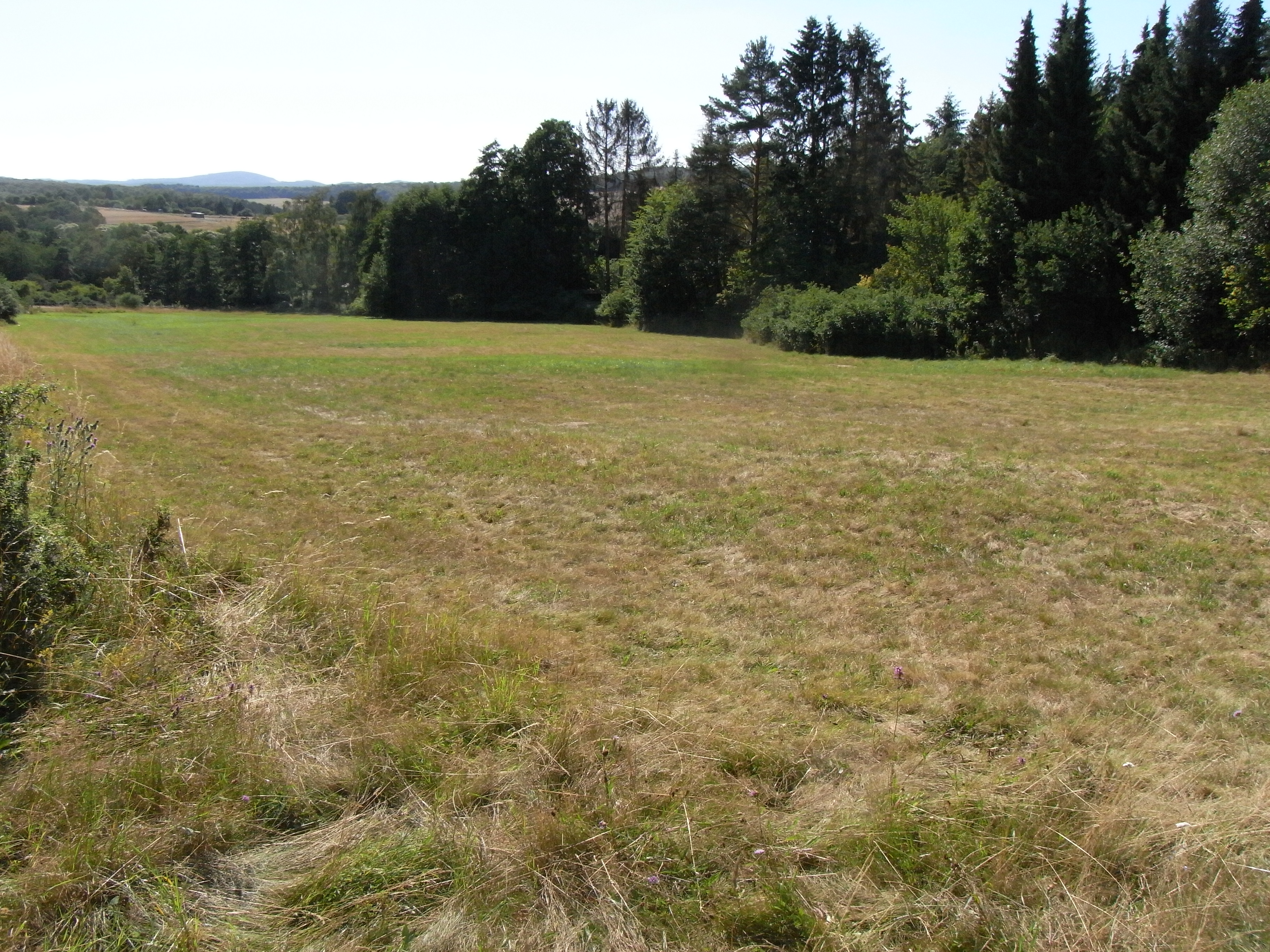
Überblick und Zufluss
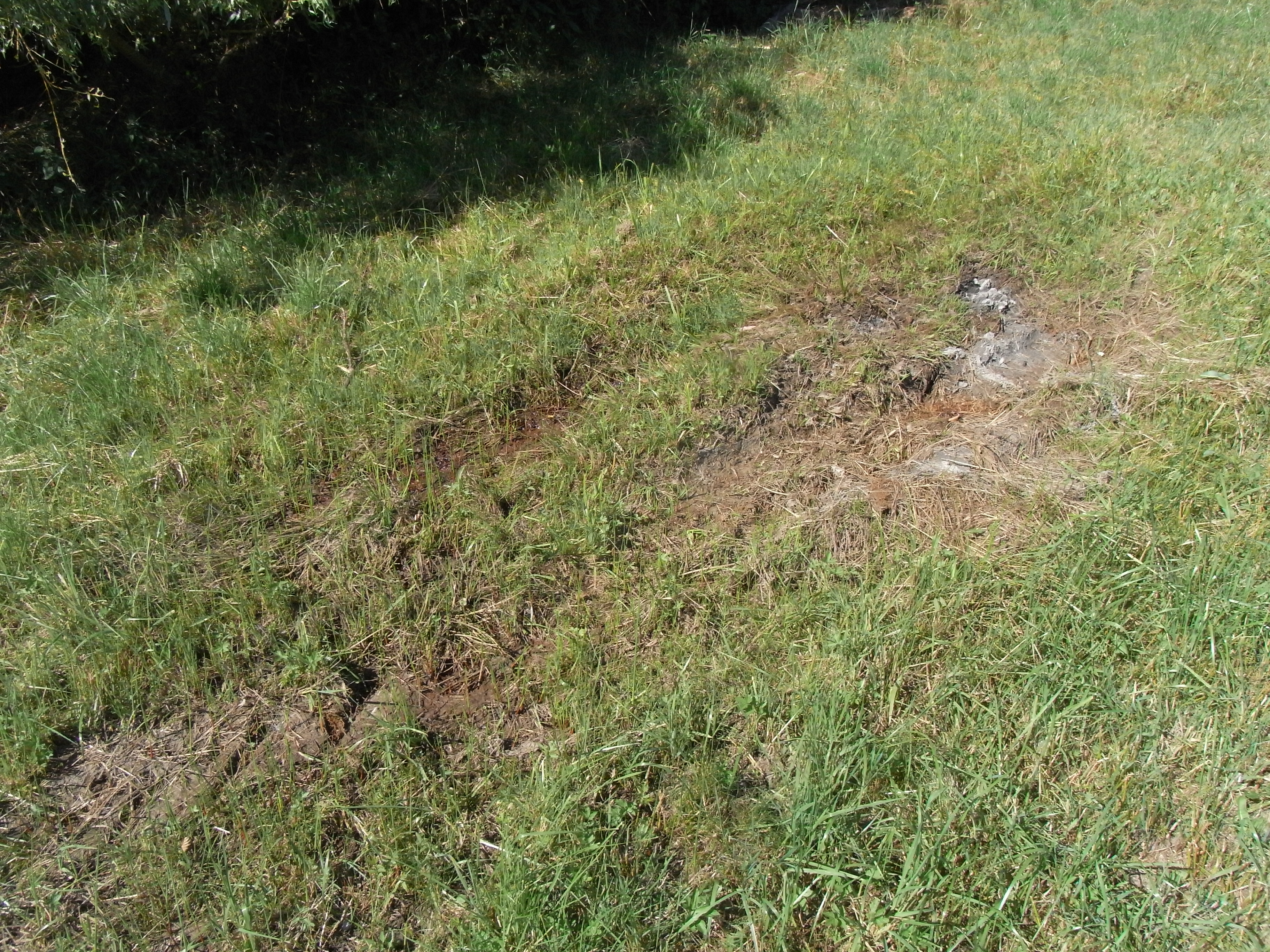
Sickerquellen in Wiese
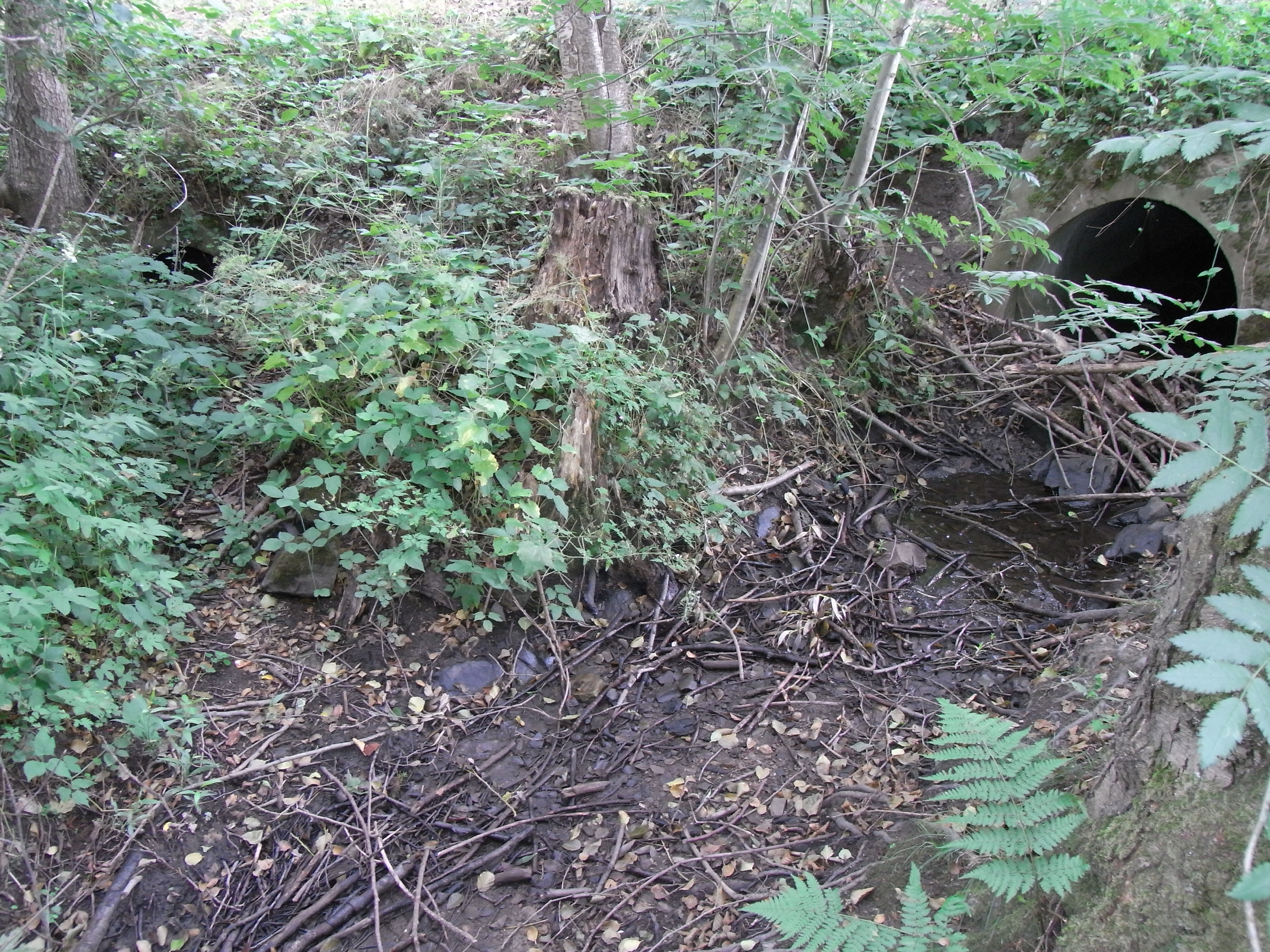
Mündung

- Erster namenloser Bach in der Gemarkung Im Pfingstborn (links), 75 m[2], Pfaffenwiesbach.

Er beginnt auf der Südostseite des befestigten Verbindungswegs vom Tal zur Pfingstbornstraße auf 313 m ü. NHN ⊙. In der Geländeschummerung des WRRL-Viewers ist zu erkennen, dass die heutige Quelle einen Zulauf aus Süd bis Südost hatte. Der Natureg-Viewer zeigt Spuren davon, dass der Bach heute einen alten Lauf des Pfingstborner Bachs ausfüllt. Die heutige Quelle besteht aus den Auslässen von Dränagen aus der Wiese im linken und nördlichen Teil des Gewanns Am Röhrborn. Zur Quelle läuft ein Straßengraben auf der Ostseite des Verbindungswegs. Dieser hat auch seinen Anfang an der Einmündung in den Talweg ⊙ auf 315 m ü. NHN. Andere Gräben von anderen Wegen münden hier. Ab seiner Quelle ist der Bach bewachsen. Er läuft in ein Gehölz, das von Sickerquellen einen aufgeweichten Boden hat. Über eine steinerne Rampe mündet er von Südwest und links auf 313 m ü. NHN in den Pfingstborner Bach ⊙.

Erster Bach in der Gemarkung „Im Pfingstborn“
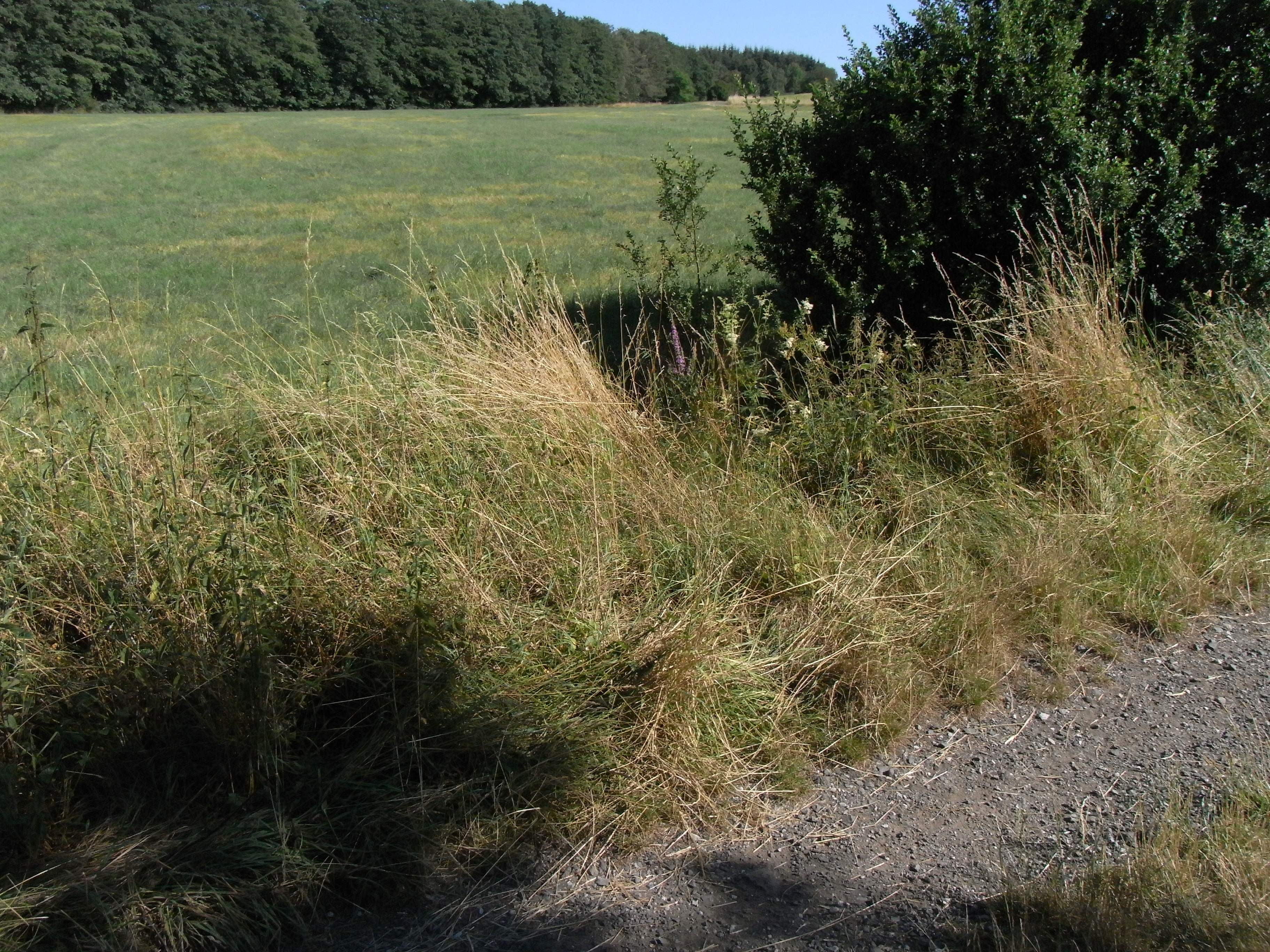
Blick vom Beginn
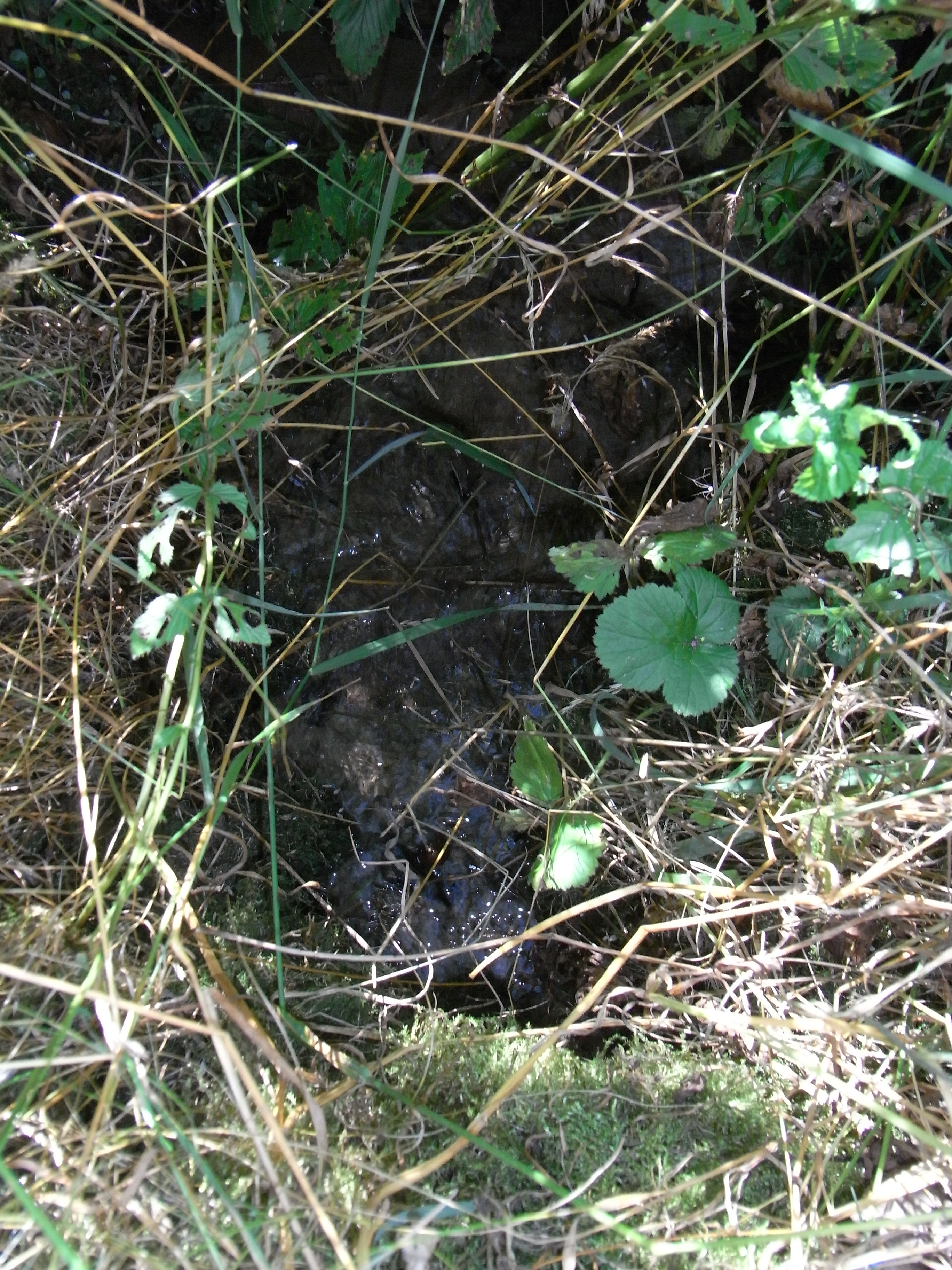
Dränagen münden
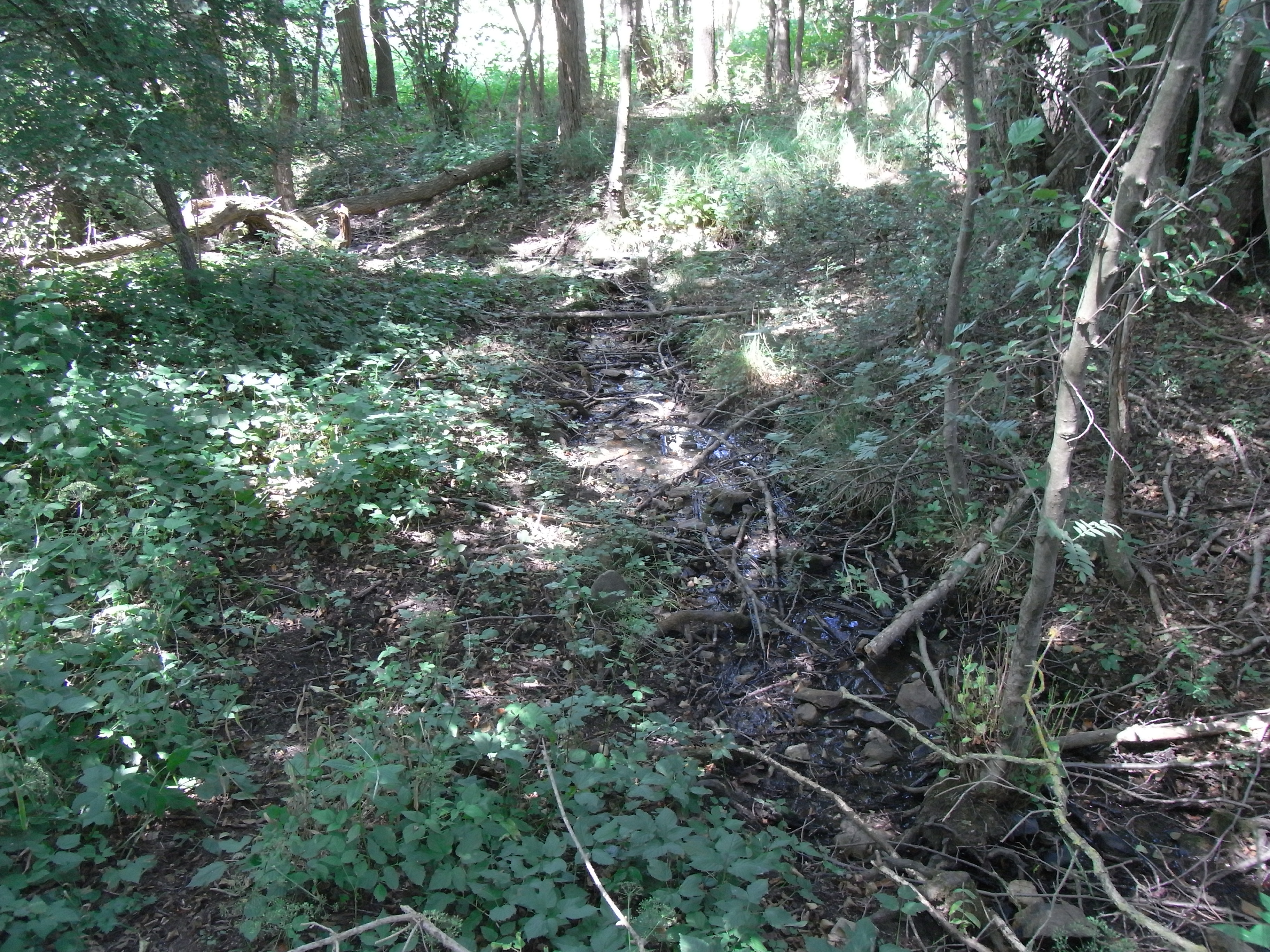
Ab zur Mündung

- Zweiter namenloser Bach in der Gemarkung Im Pfingstborn (links), 125 m[2], Pfaffenwiesbach.

Er beginnt in der Biegung des asphaltierten Feldwegs durch das Tal am Zusammenkommen mehrerer Straßengräben auf 312 m ü. NHN ⊙. Baumbestanden und trocken eilt er auf 110 m Länge der Mündung zu, beschreibt eine Linkskurve und wird über eine mehrere Meter lange steinerne Rampe dem Pfingstborner Bach auf 306 m ü. NHN zugeführt ⊙.

Zweiter Bach in der Gemarkung „Im Pfingstborn“
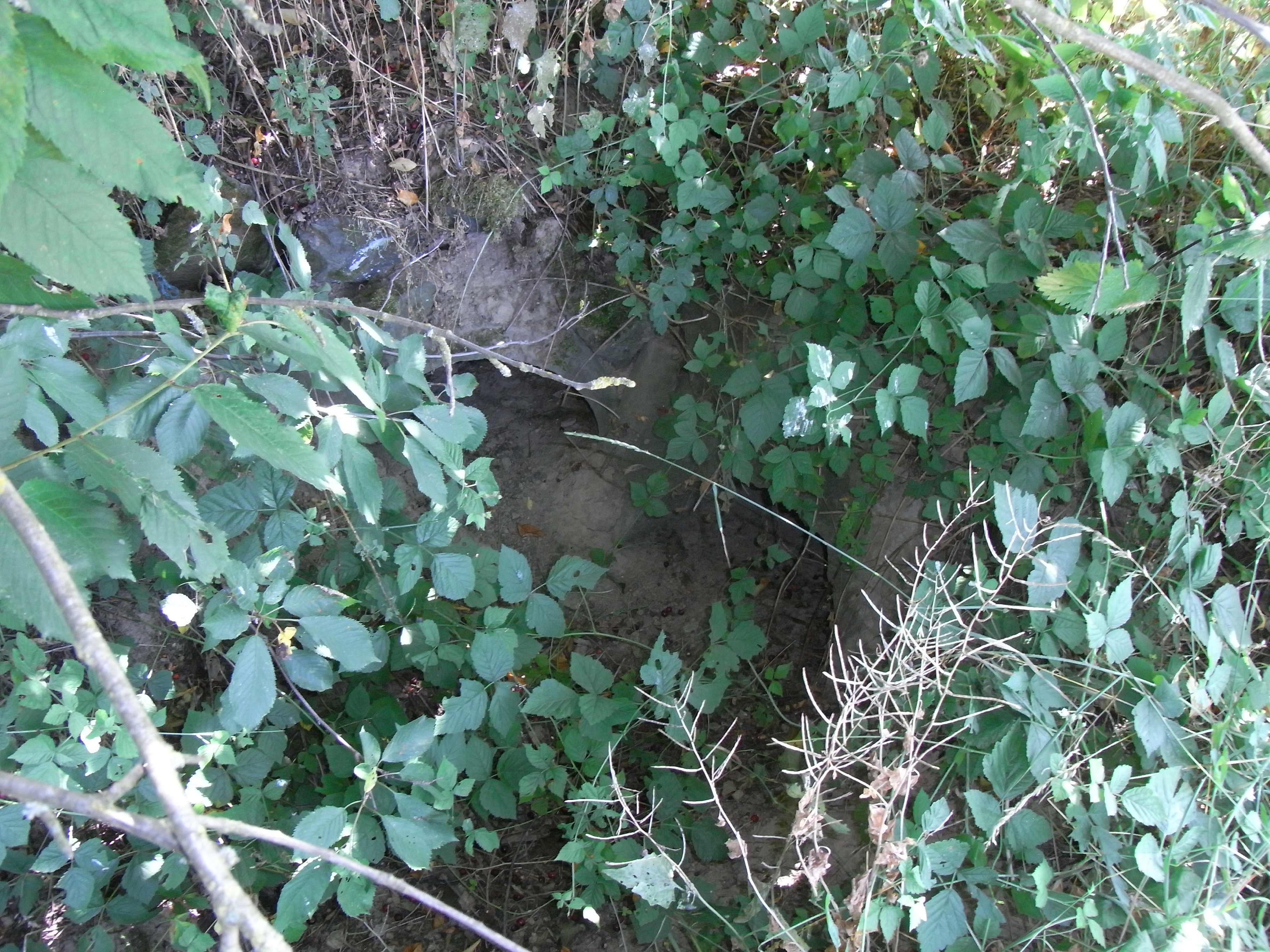
Beginn an Gräben
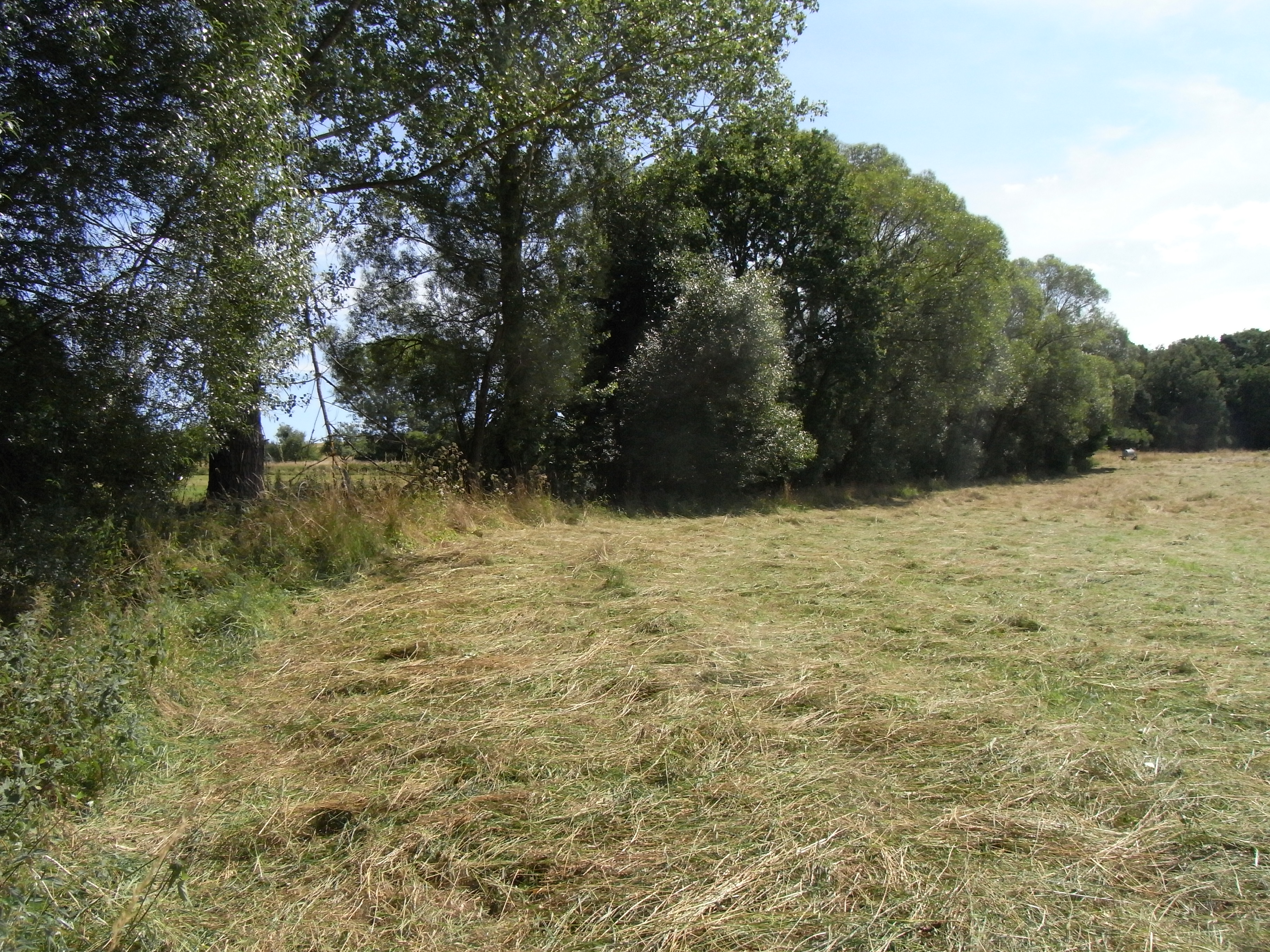
Geschwungener Lauf
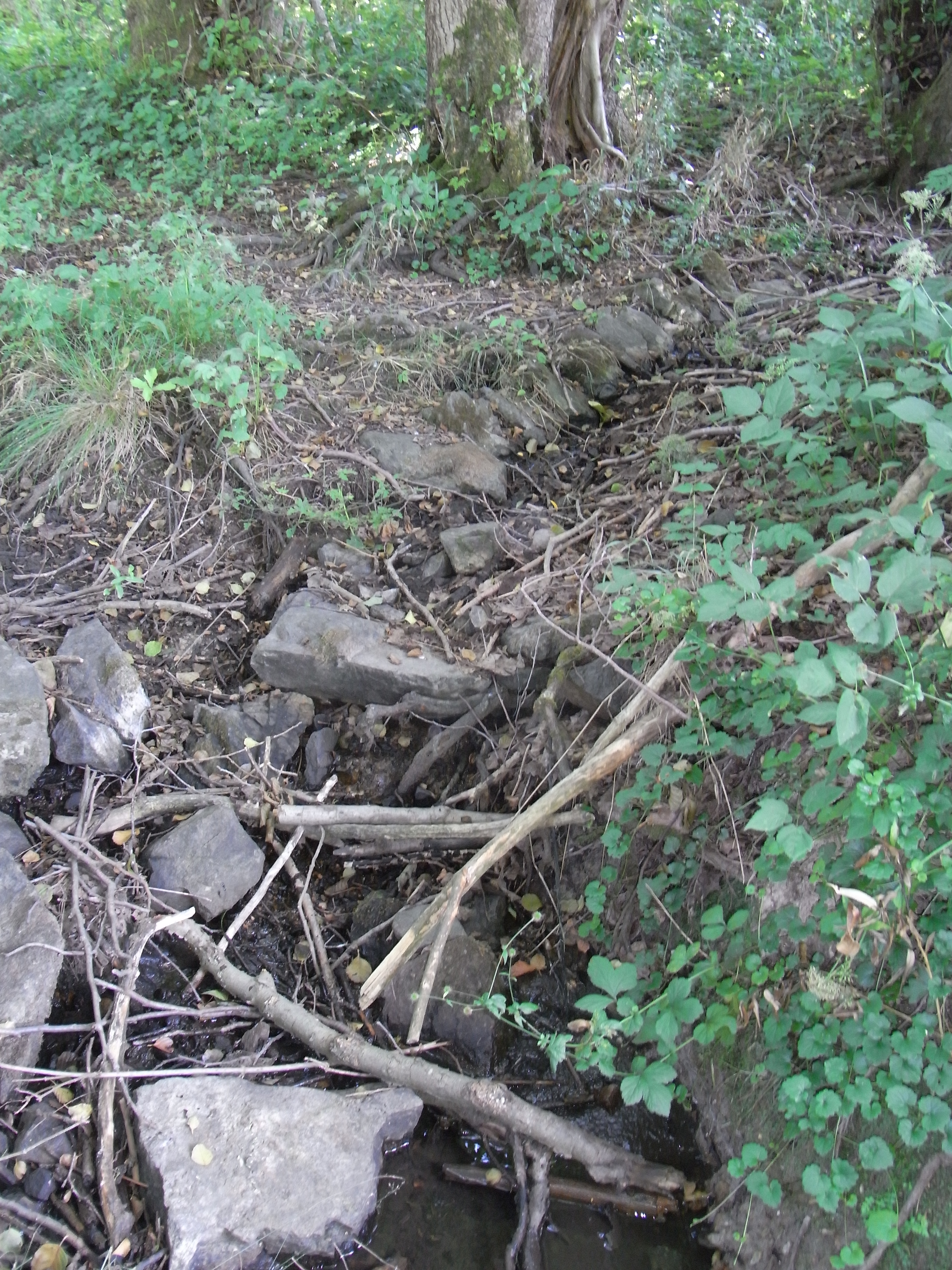
Mündung

- Abfluss des Alten Pfingstborns in der Pfingstbornstraße (rechts), 40 m[2], Pfaffenwiesbach.

Das Brunnenwasser wird unter der Pfingstbornstraße durchgeführt und mündet auf deren dem Bach zugewandten Seite in einen von Kräutern gesäumten Graben. Nach seinem 40 m kurzen Lauf mündet er, unterhalb einer Dränage, von rechts und Nordosten in eine Art Nebenarm des Pfingstborner Bachs auf 304 m ü. NHN ⊙.

Abfluss des „Alten Pfingstborns“
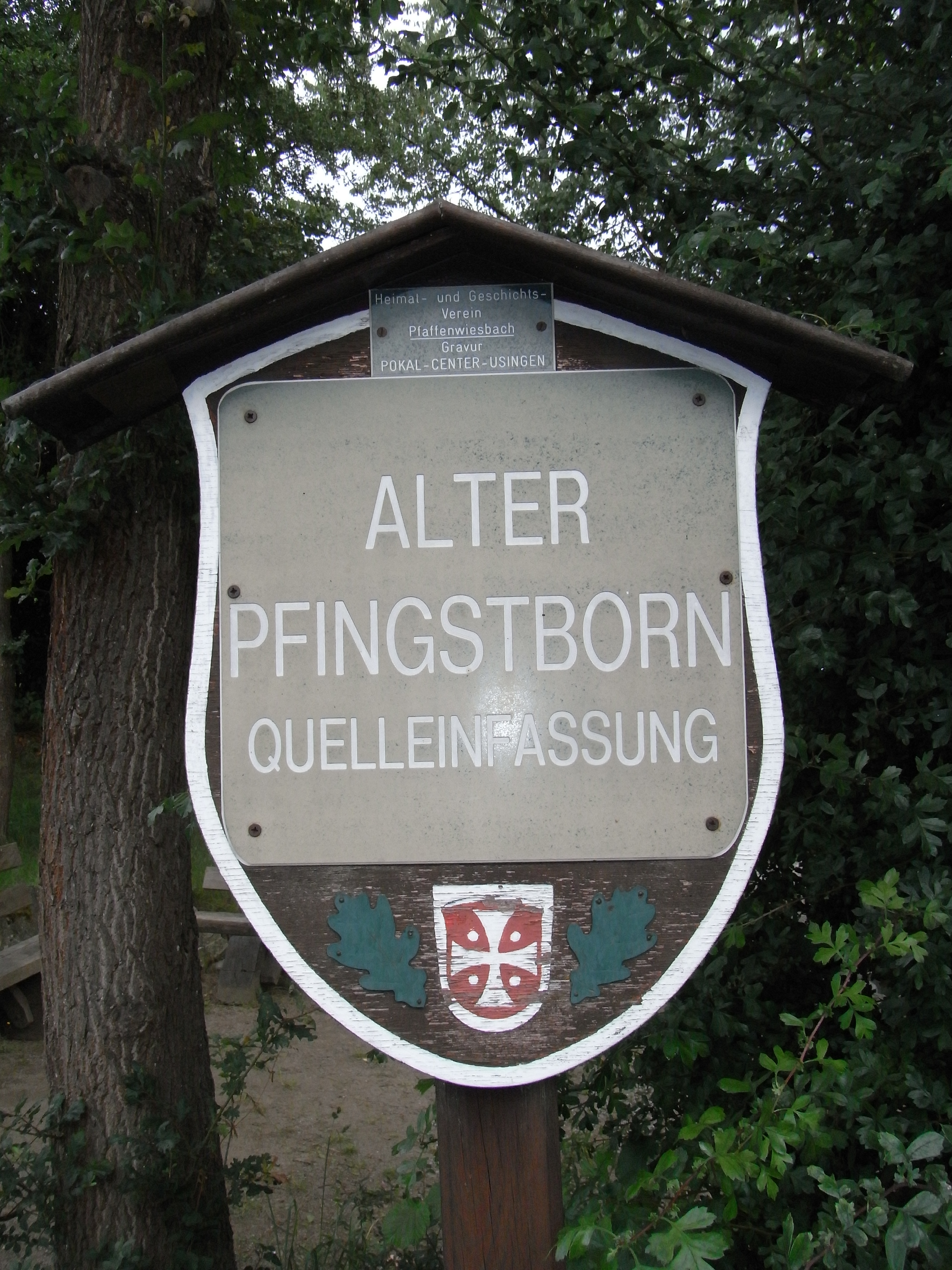
Zur Erklärung
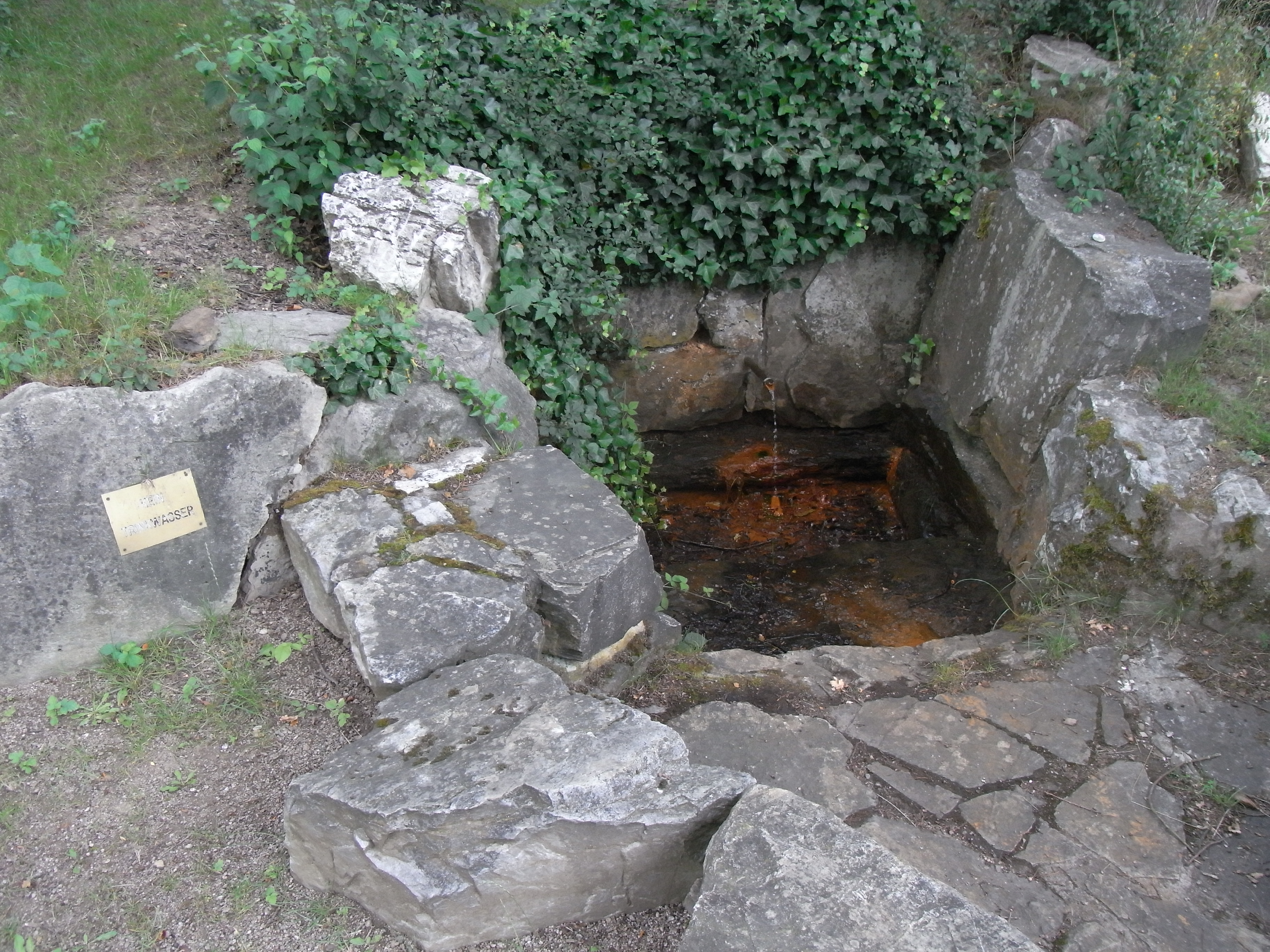
Quellwasser fließt …
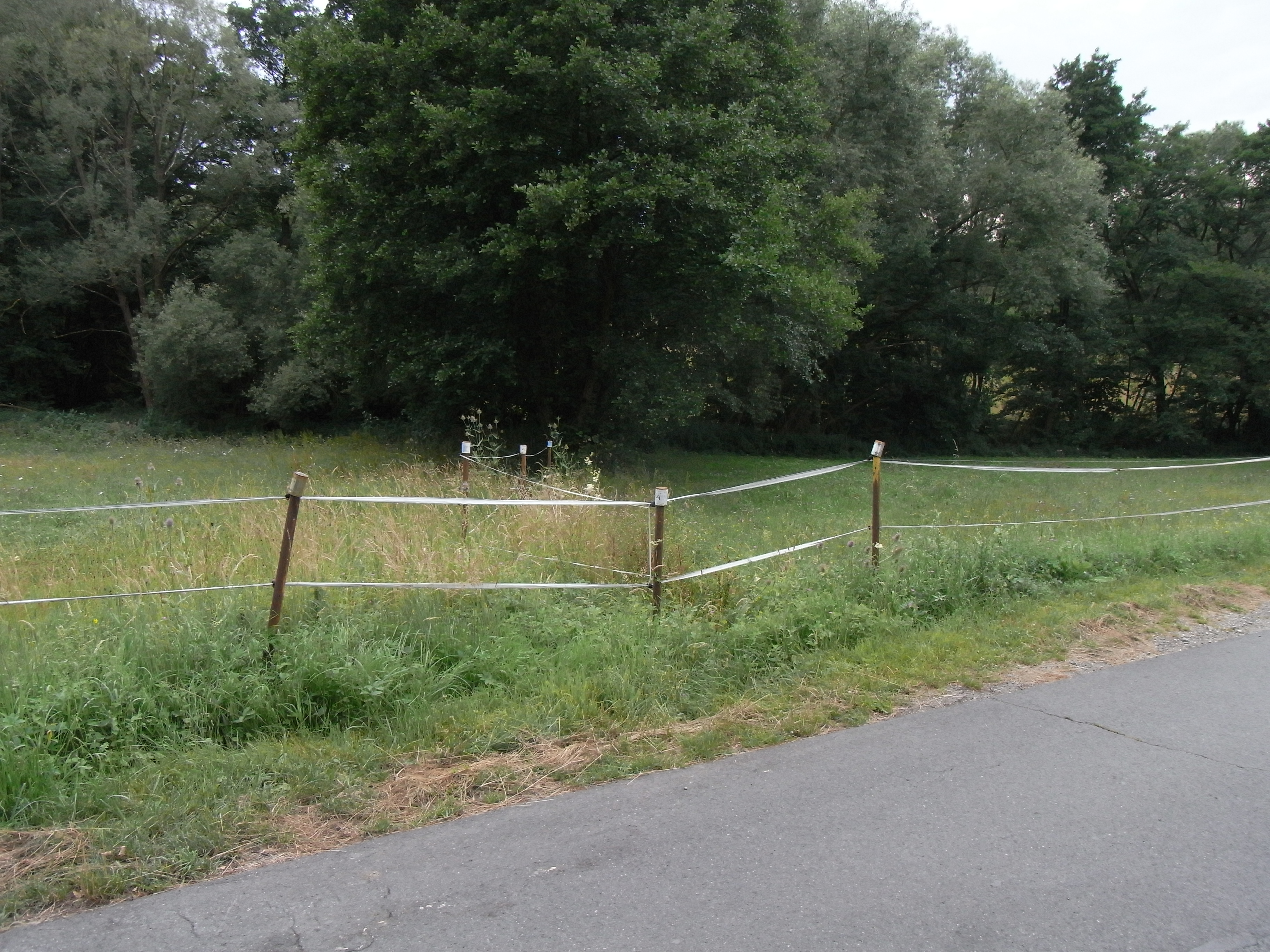
… in die Aue ab

### Flusssystem Usa
- Fließgewässer im Flusssystem Usa